# 大!木曜LIVE
大!木曜LIVE（だいもくようライブ）はNHK Eテレのテレビ番組『大!天才てれびくん』の木曜生放送。

## 概要
2011年度から2013年度まで3年間放送。舞台は大天才テレビジョンの「ふれあい広場」。司会は出川哲朗と鈴木あきえ。
2012年度からはデータ放送を使った視聴者参加企画が開始されると同時に、これまで番組に参加してくれた人数をカウントする「ご参加カウンター」を開始、2年間の総数は3,424,662人。

## 放送日程

### 2011年度
| 回 | 放送日          | 主な内容 | 脚注     |
| -- | --------------- | --- | -------- |
| 01 | 2011年 04月14日 | - おでかけ列島9500「福岡県久留米市」 - 大!SP「てれび戦士の話を聞け!」                                                                                          | [ * 1 ]  |
| 02 | 04月21日        | - 大漢拳 - トクダネーター「オードリー」 - アバター総研 | [ * 2 ]  |
| 03 | 04月28日        | - おでかけ列島9500「富山県砺波市」 - 大!SP「クイズ!延命ちゃん」                                                                                                | [ * 3 ]  |
| 04 | 05月05日        | - 大漢拳 - トクダネーター「DAIGO」 - アバター総研 | [ * 4 ]  |
| 05 | 05月19日        | 休演：出川哲朗（海外出張） - おでかけ列島9500「高知県四万十町」 - 大!SP「おことばですよ」                                                                      | [ * 5 ]  |
| 06 | 05月26日        | - 大漢拳 - トクダネーター「指原莉乃」 - アバター総研 | [ * 6 ]  |
| 07 | 06月02日        | ゲスト：ナオト・インティライミ - おでかけ列島9500「福井県勝山市」 - 大!SP「世界旅ックリ!クイズ」 - ナオト・インティライミ スペシャルライブ                     | [ * 7 ]  |
| 08 | 06月09日        | - 大!宇宙臨時放送局 - アバター総研 - 大漢拳 | [ * 8 ]  |
| 09 | 06月23日        | 休演：出川哲朗（海外出張） - おでかけ列島9500「北海道長万部町」 - アバター少研                                                                                 | [ * 9 ]  |
| 10 | 06月30日        | - アバター総研 - 大漢拳 - トクダネーター「岡崎慎司」 | [ * 10 ] |
| 11 | 07月07日        | ゲスト：スマイレージ - おでかけ列島9500「愛知県名古屋市」 - 大!SP「女子力があるのは誰だ?」 - スマイレージ スペシャルライブ                                     | [ * 11 ] |
| 12 | 07月14日        | - 大漢拳 - 大!SP「おことばですよ」 | [ * 12 ] |
| 13 | 09月08日        | - 大!天才クエスト「トロピカル社員旅行 in 沖縄」 - アバターさんの夏休みエピソード                                                                               | [ * 13 ] |
| 14 | 09月15日        | - おでかけ列島9500「出川哲朗の部屋」 - アバター総研 | [ * 14 ] |
| 15 | 09月22日        | 大漢拳バトルロワイヤル「光浦靖子」 | [ * 15 ] |
| 16 | 09月29日        | ゲスト：ももいろクローバーZ - 大!SP「芸術の秋 ジェスチャーの秋」 - ももいろクローバーZ スペシャルライブ - アバター少研                                         | [ * 16 ] |
| 17 | 10月13日        | 休演：出川哲朗（海外出張） - おでかけ列島9500「静岡県浜松市」 - 大!SP「クイズ名曲穴埋めろでぃ」                                                                | [ * 17 ] |
| 18 | 10月20日        | 大漢拳バトルロワイヤル「宇治原史規」 | [ * 18 ] |
| 19 | 10月27日        | - おことばですよ - アバター総研 - 大!SP「クイズ名曲穴埋めろでぃ」                                                                                              | [ * 19 ] |
| 20 | 11月03日        | - おでかけ列島9500「東京都江東区」 - アバター総研 - おことばですよ                                                                                             | [ * 20 ] |
| 21 | 11月17日        | 休演：出川哲朗（海外出張） 出演：古坂大魔王 - おでかけ列島9500「埼玉県所沢市」 - アバター少研「ちょっとした特技」                                              | [ * 21 ] |
| 22 | 11月24日        | - 大漢拳バトルロワイヤル「ウド鈴木」 - 大!宇宙臨時放送局 | [ * 22 ] |
| 23 | 12月01日        | ゲスト：松崎しげる - おことばですよ - 大!SP「クイズ名曲穴埋めろでぃ」 - アバター総研                                                                           | [ * 23 ] |
| 24 | 12月08日        | ゲスト：Boogie the マッハモータース - MTKスペシャル - アバター総研                                                                                             | [ * 24 ] |
| 25 | 12月15日        | 出演：古坂大魔王 - おでかけ列島9500「岡山県真庭市」 - アバター少研「ちょっとした特技」                                                                         | [ * 25 ] |
| 26 | 2012年 01月12日 | - 「迷走劇場ウラシマ」収録報告 - 大漢拳バトルロワイヤル「ふかわりょう」                                                                                        | [ * 26 ] |
| 27 | 01月19日        | ゲスト：野口五郎 - 大!SP「クイズ名曲穴埋めろでぃ」 - おことばですよ - アバター総研                                                                             | [ * 27 ] |
| 28 | 01月26日        | 出演：古坂大魔王 - 大!SP「ちょっとした特技」 - 早口イン・ザ・ハウス                                                                                            | [ * 28 ] |
| 29 | 02月09日        | ゲスト：ソナーポケット - おでかけ列島9500「東京都新宿区」 - 大!SP「ソナーポケットの恋のお悩み相談室」 - ソナーポケット スペシャルライブ - 早口イン・ザ・ハウス | [ * 29 ] |
| 30 | 02月16日        | 大漢拳バトルロワイヤル「アンガールズ」 | [ * 30 ] |
| 31 | 02月23日        | - おでかけ列島9500「埼玉県加須市」 - アバター少研 - 早口イン・ザ・ハウス                                                                                       | [ * 31 ] |
| 32 | 03月01日        | - おことばですよ - 大!SP「出川特命Pのてれび戦士 理解度チェック」 - 早口イン・ザ・ハウス - 「Love Song」ライブ                                                  | [ * 32 ] |

### 2012年度
| 回 | 放送日          | 主な内容 | 脚注     |
| -- | --------------- | --- | -------- |
| 33 | 2012年 04月05日 | - 2012年度大天才テレビジョン「愛されたい宣言」 - 大!SP「一点もの!手作り大!天グッズで番組PR」 - 大!喜利 - 早口イン・ザ・ハウス - てれび戦士プロデュース室 - ご参加カウンター 0000025 / 000025         | [ * 33 ] |
| 34 | 04月12日        | - てれび戦士プロデュース室 - 大!SP「MIYABURE!」 - 大!喜利 - ご参加カウンター 0044182 / 044157 | [ * 34 ] |
| 35 | 04月19日        | - 激闘!カテゴリング「好きなラーメン」 - ご参加カウンター 0108977 / 064795 | [ * 35 ] |
| 36 | 04月26日        | - てれび戦士プロデュース室 - 大!SP「ちょっとした特技」 - 早口イン・ザ・ハウス - MTK「ハイフライングガール メイキングVer.」 - 大!喜利 - 番宣企画!もしもし日本 - ご参加カウンター 0110640 / 001663     | [ * 36 ] |
| 37 | 05月10日        | - おでかけ列島9500「高知県高知市」 - 大!喜利 - 番宣企画!もしもし日本 - 早口イン・ザ・ハウス - ご参加カウンター 0110699 / 000059                                                                      | [ * 37 ] |
| 38 | 05月17日        | - 番宣企画!もしもし日本 - 大!SP「MIYABURE!」 - 大!喜利 - 早口イン・ザ・ハウス - ご参加カウンター 0155351 / 044652                                                                                    | [ * 38 ] |
| 39 | 05月24日        | - 激闘!カテゴリング「目玉焼きにかけるもの」 - ご参加カウンター 0217134 / 061873 | [ * 39 ] |
| 40 | 05月31日        | - 大!SP「中継!地獄クイズ 鬼押し出し」 - MTK「冒険少年R メイキングVer.」 - 大!喜利 - 早口イン・ザ・ハウス - ご参加カウンター 0217170 / 000036                                                         | [ * 40 ] |
| 41 | 06月14日        | - 激闘!カテゴリング「みそ汁の具材」 - ご参加カウンター 0275422 / 058252 | [ * 41 ] |
| 42 | 06月21日        | - 大!SP「MIYABURE!」 - 大!喜利 - ご参加カウンター 0325422 / 050000 | [ * 42 ] |
| 43 | 06月28日        | 休演：出川哲朗（海外出張） 出演：古坂大魔王、ヒャダイン - てれび戦士プロデュース室 - 中継!地獄クイズ 鬼押し出し - ご参加カウンター 0325467 / 000045                                                  | [ * 43 ] |
| 44 | 07月05日        | ゲスト：岩佐美咲 - おでかけ列島9500「栃木県佐野市」 - 大!SP「チョッかじ 演歌」 - 早口イン・ザ・ハウス - ご参加カウンター 0325489 / 000022                                                            | [ * 44 ] |
| 45 | 07月12日        | - 大!SP「MIYABURE!」 - 番宣企画!もしもし日本 - てれび戦士プロデュース室 - ご参加カウンター 0374549 / 049060                                                                                          | [ * 45 ] |
| 46 | 09月06日        | 休演：鈴木あきえ 出演：古坂大魔王 - 大!天才クエストII「リゾート社員旅行」 - てれび戦士プロデュース室 - ちび☆デビ!「ニイナと竹原が登場!」 - 番宣企画!もしもし日本 - ご参加カウンター 0374570 / 000021 | [ * 46 ] |
| 47 | 09月13日        | - リモコンクイズ 的中!旅ダービー「福井県福井市」 - 女子てれび戦士の北海道満喫 - 「真夏の夜の虫」予告 - ご参加カウンター 0421514 / 046944                                                             | [ * 47 ] |
| 48 | 09月20日        | - 中継!地獄クイズ 鬼押し出し - 大!喜利 - 早口イン・ザ・ハウス - ご参加カウンター 0421548 / 000034 | [ * 48 ] |
| 49 | 09月27日        | - 激闘!カテゴリング「NHK人気キャラクター」 - ご参加カウンター 0493548 / 072000 | [ * 49 ] |
| 50 | 10月11日        | - 番宣企画!もしもし日本 - ギャフンと言わせろ!くだらなスキル - 早口イン・ザ・ハウス - ご参加カウンター 0493576 / 000028                                                                               | [ * 50 ] |
| 51 | 10月18日        | - リモコンクイズ 的中!旅ダービー「大阪府岸和田市」 - ご参加カウンター 0545930 / 052354 | [ * 51 ] |
| 52 | 10月25日        | - 激闘!カテゴリング「好きなおでん」 - ご参加カウンター 0617691 / 071761 | [ * 52 ] |
| 53 | 11月01日        | - おことばですよDE投票ですよ - データ放送参加しちゃおうキャンペーン 「東京都東大和市 / 電波ミルク（寺田朱里）」 - 番宣企画!もしもし日本 - 早口イン・ザ・ハウス - ご参加カウンター 0672118 / 054427   | [ * 53 ] |
| 54 | 11月15日        | - NHK文化祭2012「てれびちゃん大活躍!」 - 中継!地獄クイズ 鬼押し出し - 大!喜利 - 早口イン・ザ・ハウス - ご参加カウンター 0672154 / 000036                                                             | [ * 54 ] |
| 55 | 11月22日        | - リモコンクイズ 的中!旅ダービー「大分県杵築市」 - 早口イン・ザ・ハウス - ご参加カウンター 0724821 / 052667                                                                                          | [ * 55 ] |
| 56 | 11月29日        | - 激闘!カテゴリング「好きな肉料理」 - ご参加カウンター 0799224 / 074403 | [ * 56 ] |
| 57 | 12月06日        | ゲスト：Omodaka - MTKスペシャル - 大!喜利 - ご参加カウンター 0859838 / 060614 | [ * 57 ] |
| 58 | 2013年 01月10日 | - 番宣企画!もしもし日本 - 中継!地獄クイズ 鬼押し出し - 大!喜利 - 早口イン・ザ・ハウス - ご参加カウンター 0859874 / 000036                                                                            | [ * 58 ] |
| 59 | 01月17日        | ゲスト：狩野英孝 - おことばですよDE投票ですよ - 大!喜利 - 早口イン・ザ・ハウス - ご参加カウンター 0914822 / 054948                                                                                   | [ * 59 ] |
| 60 | 01月24日        | - 激闘!カテゴリング「好きな鍋料理」 - ご参加カウンター 0990852 / 076030 | [ * 60 ] |
| 61 | 01月31日        | 休演：出川哲朗（インフルエンザ） 出演：チャンカワイ - ギャフンと言わせろ!くだらなスキル - 早口イン・ザ・ハウス - ご参加カウンター 1047012 / 056160                                                   | [ * 61 ] |
| 62 | 02月14日        | ゲスト：狩野英孝 - 出川哲朗 生!ふれあい祭り - 大!SP「バレンタイン♥セキララアンケート」 - ご参加カウンター 1092603 / 045591                                                                           | [ * 62 ] |
| 63 | 02月21日        | - 激闘!カテゴリング「おもしろいと思う出演者」 - ご参加カウンター 1171377 / 078774 | [ * 63 ] |
| 64 | 02月28日        | - 出川特命Pを超えろ!ガチンコ対決4番勝負 - 「恋する季節」ライブ - ご参加カウンター 1233143 / 061766                                                                                                   | [ * 64 ] |

### 2013年度
| 回 | 放送日          | 主な内容 | 脚注     |
| -- | --------------- | --- | -------- |
| 65 | 2013年 04月04日 | 出演：古坂大魔王 - チャンカワイの大!相撲中継「青森県鰺ヶ沢町」 - 大!SP「むちゃぶり日本 ヤバイイヨ」 - 電話でクイズ テレホント? - ご参加カウンター 1267217 / 034074                          | [ * 65 ] |
| 66 | 04月11日        | - 激闘!カテゴリング「好きなゆるキャラ」 - ご参加カウンター 1347359 / 080142 | [ * 66 ] |
| 67 | 04月18日        | ゲスト：クールポコ。 - チャンカワイの大!相撲中継「富山県高岡市」 - 大!SP「くだらなスキル ヤバイイヨ」 - 電話でクイズ テレホント? - ご参加カウンター 1391961 / 044602                        | [ * 67 ] |
| 68 | 04月25日        | - ジョーシKING「学校」 - ご参加カウンター 1452367 / 060406 | [ * 68 ] |
| 69 | 05月09日        | 出演：古坂大魔王、狩野英孝 ゲスト：大沢あかね - 大!SP「むちゃぶり日本 ヤバイイヨ」 - 電話でクイズ テレホント? - ご参加カウンター 1478727 / 026360                                           | [ * 69 ] |
| 70 | 05月16日        | - 激闘!カテゴリング「食後のデザート」 - ご参加カウンター 1552740 / 074013 | [ * 70 ] |
| 71 | 05月23日        | 出演：チャンカワイ - 大!SP「早押しクイズ 連打でピント」 - アバタイセン 第1戦 - あるある川隊 ゴーセブンゴー - ご参加カウンター 1601812 / 049072                                              | [ * 71 ] |
| 72 | 05月30日        | - ジョーシKING「家庭」 - ご参加カウンター 1681296 / 079484 | [ * 72 ] |
| 73 | 06月13日        | 出演：古坂大魔王 ゲスト：八木真澄 - アバタイセン 第2戦 - むちゃぶり日本 やばイイヨ! - あるある川隊 ゴーセブンゴー - 電話でクイズ テレホント? - ご参加カウンター 1724753 / 043457            | [ * 73 ] |
| 74 | 06月20日        | - 激闘!カテゴリング「好きなペット」 - ご参加カウンター 1796380 / 071627 | [ * 74 ] |
| 75 | 06月27日        | ゲスト：尾形貴弘 - アバタイセン 第3戦 - 早押しクイズ 連打でピント - チャンカワイの大!相撲中継「神奈川県南足柄市」 - 電話でクイズ テレホント? - ご参加カウンター 1855294 / 058914            | [ * 75 ] |
| 76 | 07月04日        | - ジョーシKING「夏休み」 - ご参加カウンター 1915896 / 060602 | [ * 76 ] |
| 77 | 07月11日        | 出演：古坂大魔王、狩野英孝 - アバタイセン 第4戦 - 突然!サビ自慢 - むちゃぶり日本 やばイイヨ! - 電話でクイズ テレホント? - あるある川隊 ゴーセブンゴー - ご参加カウンター 1960892 / 044996   | [ * 77 ] |
| 78 | 09月05日        | - 大!天才クエストIII「STAGE4 / 晩餐会」 - ご参加カウンター 2028185 / 067293 | [ * 78 ] |
| 79 | 09月12日        | - 激闘!カテゴリング「好きな屋台」 - ご参加カウンター 2107601 / 079426 | [ * 79 ] |
| 80 | 09月19日        | - アバタイセン 第5戦 - 映像探偵 連打でピント - チャンカワイの大!相撲中継「東京都」 - あるある川隊 ゴーセブンゴー - ご参加カウンター 2201009 / 093408                                        | [ * 80 ] |
| 81 | 09月26日        | - ジョーシKING「放課後」 - ご参加カウンター 2273606 / 072597 | [ * 81 ] |
| 82 | 10月10日        | 出演：古坂大魔王 - チャンカワイの大!相撲中継「大阪府太子町」 - 地獄クイズ 鬼鬼 BANG BANG - あるある川隊 ゴーセブンゴー - アバタイセン 第6戦 - ご参加カウンター 2362733 / 089127             | [ * 82 ] |
| 83 | 10月17日        | - 激闘!カテゴリング「好きなおすし」 - ご参加カウンター 2445399 / 082666 | [ * 83 ] |
| 84 | 10月24日        | - チャンカワイの大!相撲中継「三重県名張市」 - 大!SP「くだらなスキル ヤバイイヨ」 - アバタイセン 第7戦 - ご参加カウンター 2537973 / 092574                                                   | [ * 84 ] |
| 85 | 10月31日        | - ジョーシKING「恋愛」 - ご参加カウンター 2602954 / 064981 | [ * 85 ] |
| 86 | 11月14日        | - ゴールデンボンバーvs大!天 - ご参加カウンター 2684037 / 081083 | [ * 86 ] |
| 87 | 11月21日        | - 激闘!カテゴリング「食べてみたいご当地グルメ」 - ご参加カウンター 2764532 / 080495 | [ * 87 ] |
| 88 | 11月28日        | - ふなっしー&船えもん 仁義なき3番勝負 - 映像探偵 連打でピント ふなっしースペシャル - アバタイセン 第8戦 - あるある川隊 ゴーセブンゴー - ご参加カウンター 2875632 / 111100                   | [ * 88 ] |
| 89 | 12月05日        | - ジョーシKING「お金」 - ご参加カウンター 2945493 / 069861 | [ * 89 ] |
| 90 | 2014年 01月09日 | 出演：古坂大魔王 ゲスト：児嶋一哉、鈴木拓 - チャンカワイの大!相撲中継「群馬県前橋市」 - むちゃぶり日本 やばイイヨ! - 突然!サビ自慢 - アバタイセン 第9戦 - ご参加カウンター 3036596 / 091103 | [ * 90 ] |
| 91 | 01月16日        | - 激闘!カテゴリング「好きな教科」 - ご参加カウンター 3114767 / 078171 | [ * 91 ] |
| 92 | 01月23日        | - ふなっしー軍団vsでがっしー軍団 スーパーご当地キャラ大戦 - ご参加カウンター 3192975 / 078208                                                                                               | [ * 92 ] |
| 93 | 01月30日        | - ジョーシKING「友達」 - ご参加カウンター 3262319 / 069344 | [ * 93 ] |
| 94 | 02月20日        | - ジョーシKING「笑い」 - ご参加カウンター 3326528 / 064209 | [ * 94 ] |
| 95 | 02月27日        | - 大!MTKスペシャル - アバタイセン 第10戦 - あるある川隊 ゴーセブンゴー - ご参加カウンター 3424662 / 098134                                                                                  | [ * 95 ] |

## 大!SP
回代わりのスペシャル企画。2010年度のウキウキ木曜!「きょうのスペシャル」に近いコーナー。
シリーズ企画
- おことばですよ
- クイズ名曲穴埋めろでぃ
- ちょっとした特技
- MIYABURE!
- 中継!地獄クイズ 鬼押し出し
- むちゃぶり日本 ヤバイイヨ
- くだらなスキル ヤバイイヨ
- 早押しクイズ 連打でピント

## おでかけ列島9500
てれび戦士が日本のどこかに出張し、ふるさとのPRをお手伝いする。2011年度は山本高広が進行役として出演していたが、2012年度はてれび戦士のみの出演で中継先の地元のローカルアイドルが進行を担当。
| 放送日         | 区市町村       | 場所                 | てれび戦士 | 現地出演者                   |
| -------------- | -------------- | -------------------- | ---------- | ---------------------------- |
| 2011年04月14日 | 福岡県久留米市 | 地場産くるめ         | 鎮西寿々歌 | 上野秀幸                     |
| 2011年04月28日 | 富山県砺波市   | 砺波チューリップ公園 | 矢部昌暉   | 吉田有里                     |
| 2011年05月19日 | 高知県四万十町 | 海洋堂ホビー館四万十 | 寺田朱里   | 竹本優、宮脇修一             |
| 2011年06月02日 | 福井県勝山市   | 福井県立恐竜博物館   | 岡田結実   | 久保泰                       |
| 2011年06月23日 | 北海道長万部町 |                      | 木島杏奈   | まんべくん                   |
| 2011年07月07日 | 愛知県名古屋市 | 徳川園               | 島田太一   | 名古屋おもてなし武将隊       |
| 2011年09月15日 | 東京都渋谷区   | 出川哲朗の部屋       | 浅賀玲音   |                              |
| 2011年10月13日 | 静岡県浜松市   | 浜松市楽器博物館     | 勝隆一     | ゆうゆう、嶋和彦             |
| 2011年11月03日 | 東京都江東区   | 深川江戸資料館       | 長江崚行   | 米澤繁                       |
| 2011年11月17日 | 埼玉県所沢市   | 所沢航空発祥記念館   | 島田太一   | 近藤亮、川﨑愿治             |
| 2011年12月15日 | 岡山県真庭市   | 蒜山高原             | 寺田朱里   | スイトン、樋口元治           |
| 2012年02月09日 | 東京都新宿区   | 大久保               | 浅賀玲音   | カク・スンオン               |
| 2012年02月23日 | 埼玉県加須市   |                      | 寺田朱里   | Pinkish、こいのぼりん1世&2世 |
| 2012年05月10日 | 高知県高知市   | 土佐たたき道場       | 竹原司     | はちきんガールズ、池田征一   |
| 2012年07月05日 | 栃木県佐野市   | 丸山工芸社           | 鎮西寿々歌 | とちおとめ25、栁亮太         |

## 教えて出川ロボ
2011年度。出川をモチーフにした出川ロボがいろんな悩みに答える。出川ロボは一度大破した。言葉を覚えている最中のため、まともには答えてくれない。

## 大!友の会
2011年度。視聴者からのおたよりを紹介するコーナー。
1学期は文章のおたよりも紹介していたが、2学期からは番組出演者が「イラストプレゼンター」として自分のイラストを紹介する形式に改められた。

## トクダネーター
2011年4月21日 - 6月30日の1学期に「大!木曜LIVE」で放送された収録コーナー。視聴者の質問をもとに、ターゲットのトクダネをゲットする。
| 放送日        | ターゲット | トクダネーター |
| ------------- | ---------- | -------------- |
| 2011年4月21日 | オードリー | 岡田結実       |
| 2011年5月05日 | DAIGO      | 木島杏奈       |
| 2011年5月26日 | 指原莉乃   | 浅賀玲音       |
| 2011年6月30日 | 岡崎慎司   | 矢部昌暉       |

特別総集編
2011年8月18日には特別総集編として『トクダネーター特集 てれび戦士解説版』が放送された。
- 大！天才てれびくん（2011年08月18日） - NHKクロニクル

## おことばですよ
日本一のダジャレを発掘。特別審査員はデーブ・スペクター。
初期2回は「大!SP」の企画として放送。2012年度は「おことばですよDE投票ですよ」として放送。

## ちょっとした特技
アバターさんの「ちょっとした特技」を紹介。第1回と第2回は「アバター少研」、第3回と第4回は「大!SP」の企画として放送。

## 大漢拳
2011年度に放送。主に毎月木曜日に生放送で行われ、2学期以降は月に1回「大漢拳バトルロワイヤル」として行われた。視聴者も番組ホームページからプレーできる。2012年度は放送されていないが、ゲームはホームページでプレーできた。
基本ルール
- 用意された漢字の中から総画数の合計が50画以下になるように漢字4文字を選択する。後述の「ETOファイター」によって選べる漢字は違う。その際、選んだ漢字は4枚の漢字札となり、その合計画数がプレイヤーのHP（体力）となる。
- プレイヤーは文字を選択し、「攻撃」。相手よりも画数が大きければ、選んだ漢字の画数分相手のHPを減らすことができる。同じ画数だった場合は「無効」となり（何も起きない）、次の札に移る。
- プレイヤーは一局の間に2回「防御」を選択することができる。防御を選んだ場合、相手札の画数から自分の選んだ札の画数分攻撃力を減らすことができ、相手の画数を上回った場合ノーダメージとなる。両者が防御を使った場合にはこれも無効になる（ただし防御の使用権は消費）。
- 同様に一局の間に1回「逆転」を選択することもできる。使用した場合「四字熟語スロット」が発動、正しい四字熟語が揃えば逆転となり相手の漢字札と一時的に交換される。失敗した場合は攻撃を選んだ場合と同じ扱いになるが、使用権は消費される。通常、相手の漢字札よりも自分の漢字札の画数が少ない場合に使用するコマンドだが入力ミスなどで相手の漢字札よりも画数が多いときに使っても四字熟語スロットは発動するので注意。
- 一局で決着しない場合は二局、三局とターン制で続けて行い、相手のHPを0にしK.O.させれば勝利となる。

番組放送時のルール
1学期
男子てれび戦士と女子てれび戦士があやつる,干支の動物がモチーフのキャラクター「ETOファイター」による対戦。放送で使われたETOファイターは放送終了後の番組ホームページの大漢拳で実際に使うことが出来るようになる。基本的には通常ルールと同じだが、第2回放送となる5月5日放送から視聴者参加の「チーム戦」ルールが採用されている。なお、どちらかのHPが0になる前に時間切れになった場合は、その時点での残りHPの多いほうの勝ちとなる。
チーム戦
放送中、番組ホームページから視聴者が放送で対戦するETOファイター2体のどちらにつくかを選択し同様にゲームに挑戦できる。勝利すれば自分の応援する側に勝利数が加算され、一札終了ごとにそれぞれのサイドの勝利数を確認し、5000勝に達するたびに持ち札のうち1枚が「封印札」と呼ばれる非常に画数の多い札に変化する。通常、封印札は次局へは持ち越せないが、残り札が全て封印札の場合は次局に持ち越される。
大漢拳バトルロワイヤル（2学期以降）
2人のてれび戦士側の「ETOファイター」と出川&漢能人ゲストの「KAIファイター（こちらは妖怪がモチーフのキャラクター）」による対決。前哨戦として漢字クイズを行い、その結果によってそれぞれのチームに強力な漢字札が支給、その漢字札を持って本戦へ進む。ETOファイターが負けた場合、参戦したETOファイター2体が出場停止となりホームページ上でそのキャラクターを使用することができなくなる。2月に行われた最終決戦では勝てば全ETOファイター出場停止解除、負ければ全ETOファイター出場停止となり大漢拳も閉鎖されることになったが、てれび戦士側が勝利し、大漢拳は存続されることとなった。
1. 2011年09月22日 光浦靖子
2. 2011年10月20日 宇治原史規
3. 2011年11月24日 ウド鈴木
4. 2012年01月12日 ふかわりょう
5. 2012年02月16日 アンガールズ

大漢拳クイズ
てれび戦士と出川&漢能人がそれぞれ漢字クイズに挑戦。問題は視聴者もホームページで挑戦できる。3問行い1問ごとに勝者は画数の多い漢字札を持ち札1枚から交換することができ、その分HPも上昇する。同点の場合はどちらにも渡らない。なおもらえる漢字札はクイズが進むごとにだんだん強いものになる。
第1問・10連発画数バトル
出てきた漢字の画数を8秒以内に4択の中から解答する。10問出題され1問正解につき3点獲得、全問正解で30点。
第2問・漢字ストラックアウト
9分割されたパネルの後ろ側にある漢字の読みを4つの中から答える。制限時間は60秒、解答権は2回。正解すれば30点だが、2枚目からは1枚開けるごとに3点ずつ獲得得点が減る。1回目の誤答による減点はない。
第3問・四字熟語キューブ
6面キューブの面に描かれた6つの漢字のうち4つを使って四字熟語を作る。制限時間は90秒、ヒントを見ることもできるが見ている間はキューブは見られない。解答権は1回。正解すれば40点だが、30秒経過ごとに10点ずつ獲得得点が減る。
4枚目は視聴者がホームページで挑戦した総獲得得点が100万点を超えればてれび戦士に、越えなければ出川&漢能人に渡る。
大漢拳バトル
大漢拳クイズで獲得した札を持って対戦する。基本ルールは同じだが、1学期同様「チーム戦」が採用されており、KAIファイターを応援することも出来る。1学期同様、時間切れになった場合はその時点での残りHPの多いほうの勝ちとなる。
チーム戦
基本ルールは1学期と同じだが、視聴者は大漢拳クイズで3問で50点以上(100点満点中)を獲得していれば、封印札が1枚始めから与えられる。この場合封印札以外の3枚の総画数が50を超えないように選択することができるため通常より有利な手札にすることができる。

## アバター総研
2011年度。大天才テレビジョン附属アバター世論調査総合研究所。全国津々浦々からアバター集合して子どもの本音をランキングで探る。クイズ要素もある。
| 放送日         | 種別 | テーマ |
| -------------- | ---- | --- |
| 2011年04月21日 | 総研 | かっこいい男子の条件 |
| 2011年05月05日 | 総研 | 大人がズルイと思った瞬間 |
| 2011年05月26日 | 総研 | 大人になったなと感じること |
| 2011年06月09日 | 総研 | 親についたウソ |
| 2011年06月23日 | 少研 | クイズ アバター少研 |
| 2011年06月30日 | 総研 | おやつといえば? |
| 2011年09月15日 | 総研 | 好きな異性にさめた瞬間は? |
| 2011年09月29日 | 少研 | 最近恥ずかしかったこと |
| 2011年10月27日 | 総研 | ごはんのおとも |
| 2011年11月03日 | 総研 | 自分だけの宝物 |
| 2011年11月17日 | 少研 | ちょっとした特技特集 |
| 2011年12月01日 | 総研 | うれしいけど…もらって困ったプレゼント                                                                                             |
| 2011年12月08日 | 総研 | 歳末大売り出し ランキング祭 進行：山本高広 1. この色が好きだ!! 2. 来年の目標はコレだ!! 3. この音が好きだ!! 4. この乗り物が好きだ! |
| 2011年12月15日 | 少研 | ちょっとした特技特集 |
| 2012年01月19日 | 総研 | ちょっとした幸せを感じるときは?                                                                                                   |
| 2012年02月23日 | 少研 | やめたくてもやめられないことは?                                                                                                   |

## クイズ名曲穴埋めろでぃ
2011年度。名曲の歌詞を穴埋めクイズで出題。
| 放送日         | 歌手           | 曲                         |
| -------------- | -------------- | -------------------------- |
| 2011年10月13日 | エハラマサヒロ | 八代亜紀「舟唄」           |
| 2011年10月27日 | エハラマサヒロ | テレサ・テン「つぐない」   |
| 2011年12月01日 | 松崎しげる     | 松崎しげる「愛のメモリー」 |
| 2012年01月19日 | 野口五郎       | 野口五郎「私鉄沿線」       |

## 早口イン・ザ・ハウス
2011年度から放送の、視聴者が考えた早口言葉をてれび戦士がリズムに合わせて3回言うゲームコーナー。2012年度からは、失敗したてれび戦士は罰ゲームとしてマスクをつけられ、その日の残りのコーナーではしゃべれなくなる。
| 放送日          | 早口言葉                        |
| --------------- | ------------------------------- |
| 2012年 01月26日 | ごぼう こん棒 梱包 ボンド       |
| 2012年 01月26日 | パパ邪魔田 ママ邪魔田 子邪魔田  |
| 02月09日        | 炙り カルビ アルミ パクリ       |
| 02月09日        | ガムかむカメだが カメ柿かまない |
| 02月23日        | 玉ねぎ 長ねぎ 斜め切り          |
| 02月23日        | マンガ家か画家か学者            |
| 03月01日        | 早朝卒業証書授与式              |
| 04月05日        | 頭突ききつつきの続き            |
| 04月26日        | 右ひじ 左ひじ こんじき ひじき   |
| 05月10日        | 肩たたきした方 たたきタダ       |
| 05月17日        | 旅の必需品 数珠玉10個           |
| 05月31日        | 木つつく キツツキ 気を配る      |
| 07月05日        | かかとによく効く 柿と菊         |
| 07月05日        | まさか 逆さまの 笹かまぼこ      |
| 09月20日        | 早々 証拠 消去せよ              |
| 10月11日        | 寿司差し出させた 鈴木さん       |
| 11月01日        | 坊主がゴボウを5秒でごっつぁん   |
| 11月15日        | なかなか硬い ナタデココ         |
| 11月22日        | 車掌が社長と書写をする          |
| 2013年 01月10日 | かけっこかけて こけかけた子     |
| 01月17日        | しょうゆ 少々早々ください       |
| 01月31日        | 真面目な魔術師マジでいる        |

## 出川特命Pのてれび戦士 理解度チェック
2012年3月1日放送。「大!木曜LIVE」2011年度最終企画。
てれび戦士にテストを実施。テストの答えが誰のものか出川特命Pが当てる。間違えるたびに出川特命P特等席の風船が破裂。
| 好きな言葉と、好きな理由を答えなさい。 | 好きな言葉と、好きな理由を答えなさい。                                                   |
| -------------------------------------- | ---------------------------------------------------------------------------------------- |
| 木島杏奈                               | その1口が豚になるー この言葉を思いだすと食べたらダメだって食べすぎSTOPできるか           |
| 鎮西寿々歌                             | one for oal foyou みんなが自分を思ってくれているは嬉しいことだからです。                 |
| 問題                                   | 好きな言葉 ライオン その理由 言いやすくて強そうだから出川解答：島田太一 / 正解：島田太一 |
| NHK。何の略か答えなさい。              |                                                                                          |
| 長江崚行                               | N…日本 H…放送 K…協会                                                                     |
| 寺田朱里                               | Nippon Housou Kyoukai                                                                    |
| 勝隆一                                 | 日本放送協会                                                                             |
| 椋木マルティン                         | 日本放送協会                                                                             |
| 矢部昌暉                               | 日本放送協会!                                                                            |
| 島田太一                               | 日本ほーそー教会                                                                         |
| 木島杏奈                               | ななみちゃんと放送局                                                                     |
| 問題                                   | 日本はぐくみきょう会出川解答：岡田結実 / 正解：延命杏咲実                                |
| “美ジョガー”とは何か答えなさい。       |                                                                                          |
| 長江崚行                               | お酢の一種…?                                                                             |
| 延命杏咲実                             | びじょがすきな人                                                                         |
| 矢部昌暉                               | 「美女」が「ジョガー（ジョギングする人）」を合わせたもの!                                |
| 問題                                   | 美しいじゃがいも出川解答：椋木マルティン / 正解：勝隆一                                  |
| 写真の人物の名前を答えなさい。         |                                                                                          |
| 鎮西寿々歌                             | ペリー：ナポレオンヒィッシュ                                                             |
| 勝隆一                                 | 坂本龍馬（銅像）：勝海舟                                                                 |
| 問題                                   | 西郷隆盛（銅像）：犬をつれる おじいさん出川解答：岡田結実 / 正解：岡田結実               |
| 出川特命Pの絵を描きなさい。            |                                                                                          |
| ファデン咲美亜                         | 書き込み：燃える男 出川P                                                                 |
| 椋木マルティン                         | 書き込み：こんはんば、あっ!!こんばんは!                                                  |
| 寺田朱里                               |                                                                                          |
| 岡田結実                               | 書き込み：ヤバイヨヤバイヨ                                                               |
| 問題                                   | 書き込み：ヤバイよ。ヤバイよ。出川解答：勝隆一 / 正解：浅賀玲音                          |

## 番宣企画!もしもし日本
2012年度。てれび戦士が番組宣伝のために「大!天グッズ」を手作り、当選者に生電話をしてプレゼント。
| 放送日          | てれび戦士     | PRグッズ                     |
| --------------- | -------------- | ---------------------------- |
| 2012年 04月05日 | 寺田朱里       | デコレーションクリアファイル |
| 2012年 04月05日 | ソーズビー航洋 | 大天印消しゴムスタンプ       |
| 04月26日        | 鎮西寿々歌     | ねん土で作ったストラップ     |
| 05月10日        | 黒澤美澪奈     | ブックカバー                 |
| 05月17日        | 延命杏咲実     | “大天印”入り マグカップ      |
| 07月12日        | 浅賀玲音       | “大天印”入り 風鈴            |
| 09月06日        | 竹原司         | “大天印”入り 扇子            |
| 10月11日        | 島田太一       | “大天印”入り パズル          |
| 11月01日        | 延命杏咲実     | “大天印”入り ちょうちん      |
| 2013年 01月10日 | 鎮西寿々歌     | “大天印”入り オカリナ        |

## 大!喜利
大!喜利（ダイギリ）は笑いに自信のあるアバター「笑バターさん」がお笑いのセンスを発揮するコーナー。
1. 2012年04月05日 こんな出川特命Pはいやだ!
2. 2012年04月12日 最新型テレビのリモコンに謎のボタン、押したらどうなる?
3. 2012年04月26日 最新型テレビのリモコンに謎のボタン、押したらどうなる?
4. 2012年05月10日 弁当箱を開けてびっくり!どうなっていた?
5. 2012年05月17日 “やばいよやばいよ”に続く出川特命Pの口ぐせは?
6. 2012年05月31日 吹き出しにセリフを入れろ（埴輪）
7. 2012年06月21日 こんな朝礼はいやだ!どんな朝礼?
8. 2012年09月20日 なぜこんなことが新聞の1面に? 記事の見出しを考えよ
9. 2012年11月15日 この宇宙人、宇宙人らしくない。どんな宇宙人?
10. 2012年12月06日 季節はずれの時期にやってきたサンタクロース。その理由は?
11. 2013年01月10日 おかしなかるたの「い」とは…?
12. 2013年01月17日 吹き出しにセリフを入れろ（警察犬の訓練）

## MIYABURE!
2012年度1学期。「大!SP」の企画。視聴者がリモコンの4色ボタンを使い、ニセモノの中から本物を見つけ出す。
| 放送日          | 問題 |
| --------------- | --- |
| 2012年 04月12日 | - 梅ぼしを食べているのは誰? - ダンベルを持っているのは誰? - くすぐられているのは誰?                         |
| 05月17日        | - 黒酢を飲んでいるのは誰? - イカに触ってるのは誰?                                                           |
| 06月21日        | - マシュマロを口に入れているのは誰? - 乗馬マシンに乗っているのは誰? - チーズのにおいをかいでいるのは誰?     |
| 07月12日        | - 水の入ったバケツを持っているのは誰? - “ぐるぐるバット”をしていたのは誰? - 激甘スイーツを食べているのは誰? |

## リモコンクイズ 的中!旅ダービー
2012年度2学期。「おでかけ列島9500」に代わる地方ロケ生中継企画の第2弾。
小学校体育館で行われる様々なレース結果を視聴者がリモコンで予想。進行はチャンカワイ。
| 放送日         | 区市町村       | 場所                   | てれび戦士           |
| -------------- | -------------- | ---------------------- | -------------------- |
| 2012年09月13日 | 福井県福井市   | 福井市東郷小学校       | 寺田朱里、竹原司     |
| 2012年10月18日 | 大阪府岸和田市 | 岸和田市立山直南小学校 | 長江崚行、鎮西寿々歌 |
| 2012年11月22日 | 大分県杵築市   | 杵築市立杵築小学校     | 寺田朱里、浅賀玲音   |

## 出川哲朗 生!ふれあい祭り
2013年2月14日放送。「生放送参加100万人突破記念」の特別企画。実況は辻よしなり。
東京都練馬区の出川哲朗ファンの視聴者宅に訪問。
- 出川特命Pの絵（クマと格闘）
- 出川いよかん（いよかんに似顔絵）
- 作文朗読
- バレンタインデーなので「辛い」チョコレートをプレゼント
- 世界最高峰の熱々おでんリアクションが見たい!!
- ファンのためにサインと記念撮影
- 泣く子も黙る洗濯ばさみリアクションが見たい!!
- 昨日2月13日は出川哲朗49歳の誕生日
誕生日ケーキをスタジオ不在の出川哲朗の代わりに狩野英孝が食べる

## 出川特命Pを超えろ!ガチンコ対決4番勝負
2013年2月28日放送。「大!木曜LIVE」2012年度最終企画。審判はチャンカワイ。
Round1 ぐるぐるバットでバスケット
ぐるぐるバットで10回まわってボールを拾い、先にシュートを決めた方の勝ち
出川哲朗 vs 金子隼也 / 金子隼也の勝利
Round2 ティッシュペーパーふ〜ふ〜バレー
1枚のティッシュペーパーを息で吹きあい相手の陣地に落としたほうが勝ち
出川哲朗 vs 鎮西寿々歌 / 出川哲朗の勝利
Round3 出川カルタ対決
アバターさんが考えた「出川カルタ」で勝負、最終的に枚数の多いほうの勝ち
| 札                                     | てれび戦士   | 勝者       |
| -------------------------------------- | ------------ | ---------- |
| おすな 押すなは 押せのこと             | 浅賀玲音     | 出川哲朗   |
| らーメン つけめん ボスイケメン         | 長江崚行     | てれび戦士 |
| はなみずは おれにとっての ダイヤモンド | 長谷川ニイナ | てれび戦士 |
| ことしこそ 優勝するぞ スワローズ       | 島田太一     | 出川哲朗   |
| おでんより 俺に触れたら やけどするぜ   | 山田陶子     | てれび戦士 |
出川哲朗2枚 てれび戦士3枚 / てれび戦士の勝利
Round4 男・出川を泣かせてみろ対決
出川特命Pが涙を流すよう、てれび戦士が仕掛ける。目から涙が落ちたら、てれび戦士の勝利
| てれび戦士 | 仕掛け         | 成否 |
| ---------- | -------------- | ---- |
| 黒澤美澪奈 | 手作りマフラー | 失敗 |
| 寺田朱里   | 手紙朗読       | 成功 |
てれび戦士の勝利
4番勝負 最終結果
「1 - 3」てれび戦士の勝利

## 激闘!カテゴリング

### 概要
2012年度と2013年度の生放送で月1回行われていた視聴者参加型ゲームコーナー。毎回、1つのテーマに対し視聴者とてれび戦士を4つの「カテゴリ」に分類しチームを結成。4チームが4つのゲームで対戦し、各ゲームの順位に応じて得られる「カテゴリング」（以下「リング」）を集め、最後にリングが一番多かったチームが優勝となる。このコーナーのゲームはすべてデータ放送を利用し、テレビのリモコンで操作する。てれび戦士はリモコンのボタンをモチーフにしたセットのボタンでゲームを操作する。ナレーションは立木文彦。

### カテゴライズテーマ
| 2012年04月19日           | 2012年04月19日                       |
| ------------------------ | ------------------------------------ |
| 好きなラーメン           |                                      |
| しょうゆ                 | 長江崚行、黒澤美澪奈                 |
| みそ                     | チャンカワイ、山田陶子               |
| とんこつ                 | 浅賀玲音、長谷川ニイナ、延命杏咲実   |
| しお                     | ソーズビー航洋                       |
| コーナーMC               | 出川哲朗、鈴木あきえ                 |
| 2012年05月24日           |                                      |
| 目玉焼きにかけるもの     |                                      |
| しょうゆ                 | 小沢一敬、浅賀玲音、竹原司           |
| ソース                   | 山田陶子                             |
| 塩・コショウ             | 延命杏咲実、長谷川ニイナ             |
| ケチャ・マヨ             | 島田太一、岡田結実、ソーズビー航洋   |
| コーナーMC               | 黒澤美澪奈、鈴木あきえ               |
| リポーター               | 出川哲朗                             |
| 2012年06月14日           |                                      |
| みそ汁の具材             |                                      |
| わかめ                   | 寺田朱里、山田陶子、出川哲朗         |
| 油揚げ                   | 長谷川ニイナ、竹原司                 |
| 長ねぎ                   | 矢口真里、岡田結実                   |
| たまねぎ                 | 鎮西寿々歌                           |
| コーナーMC               | 黒澤美澪奈、鈴木あきえ               |
| リポーター               | ソーズビー航洋                       |
| 2012年09月27日           |                                      |
| NHK人気キャラクター      |                                      |
| どーもくん               | 延命杏咲実                           |
| ななみちゃん             | 黒澤美澪奈                           |
| おしりかじり虫           | 浅賀玲音、山田陶子                   |
| ピンキーマカロン         | 中田あすみ、島田太一、出川哲朗       |
| コーナーMC               | 長谷川ニイナ、鈴木あきえ             |
| リポーター               | 竹原司                               |
| 2012年10月25日           |                                      |
| 好きなおでん             |                                      |
| 大根                     | 鎮西寿々歌、寺田朱里、出川哲朗       |
| ちくわ                   | 島田太一、山田陶子                   |
| もち巾着                 | 中田敦彦、長谷川ニイナ               |
| 牛すじ                   | 藤森慎吾、竹原司                     |
| コーナーMC               | 浅賀玲音、鈴木あきえ                 |
| リポーター               | 黒澤美澪奈                           |
| 2012年11月29日           |                                      |
| 好きな肉料理             |                                      |
| ハンバーグ               | 延命杏咲実、出川哲朗                 |
| すき焼き                 | なかやまきんに君、八木真澄           |
| ステーキ                 | 鎮西寿々歌、金子隼也                 |
| 焼き肉                   | 浅賀玲音、島田太一、ソーズビー航洋   |
| コーナーMC               | 長谷川ニイナ、鈴木あきえ             |
| リポーター               | 寺田朱里                             |
| 2013年01月24日           |                                      |
| 好きな鍋料理             |                                      |
| 寄せ鍋                   | 長江崚行、出川哲朗                   |
| キムチ鍋                 | 島田太一、ソーズビー航洋、寺田朱里   |
| もつ鍋                   | 木下隆行、延命杏咲実                 |
| しゃぶしゃぶ             | 木本武宏、山田陶子                   |
| コーナーMC               | 浅賀玲音、鈴木あきえ                 |
| リポーター               | 鎮西寿々歌                           |
| 2013年02月21日           |                                      |
| おもしろいと思う出演者   |                                      |
| 出川哲朗                 | 竹原司                               |
| 鈴木あきえ               | 島田太一                             |
| 古坂大魔王               | 寺田朱里                             |
| チャンカワイ             | 鎮西寿々歌、延命杏咲実               |
| コーナーMC               | 長谷川ニイナ、黒澤美澪奈             |
| リポーター               | ソーズビー航洋                       |
| 2013年04月11日           |                                      |
| 好きなゆるキャラ         |                                      |
| ヒットくん               | 島田太一、出川哲朗                   |
| チーバくん               | 長谷川ニイナ、相澤侑我               |
| 八重たん                 | 延命杏咲実、黒澤美澪奈               |
| バリィさん               | 岡田結実、中里萌                     |
| コーナーMC               | ソーズビー航洋、鈴木あきえ           |
| リポーター               | 山田陶子                             |
| 2013年05月16日           |                                      |
| 食後のデザート           |                                      |
| ケーキ                   | 島田太一、相澤侑我                   |
| フルーツ                 | 嗣永桃子、岡田結実                   |
| アイス                   | 延命杏咲実、山田陶子、出川哲朗       |
| だんご                   | 竹原司、ソーズビー航洋               |
| コーナーMC               | 中尾美晴、鈴木あきえ                 |
| リポーター               | 長谷川ニイナ                         |
| 2013年06月20日           |                                      |
| 好きなペット             |                                      |
| イヌ                     | 長谷川ニイナ、中尾美晴、出川哲朗     |
| ネコ                     | 延命杏咲実、山田陶子                 |
| ウサギ&ハムスター        | 島田太一、金子隼也                   |
| は虫類                   | 田中直樹、ソーズビー航洋             |
| コーナーMC               | 相澤侑我、鈴木あきえ                 |
| リポーター               | 黒澤美澪奈                           |
| 2013年09月12日           |                                      |
| 好きな屋台               |                                      |
| たこ焼き                 | 大悟、中里萌、出川哲朗               |
| フランクフルト           | ノブ、中尾美晴                       |
| かき氷                   | 相澤侑我、延命杏咲実                 |
| チョコバナナ             | 野田真哉、黒澤美澪奈                 |
| コーナーMC               | 長谷川ニイナ、鈴木あきえ             |
| リポーター               | ソーズビー航洋                       |
| 2013年10月17日           |                                      |
| 好きなおすし             |                                      |
| イクラ                   | 野田真哉、出川哲朗                   |
| マグロ                   | 岡田結実、中尾美晴                   |
| サーモン                 | 濱口優、島田太一                     |
| たまご焼き               | 有野晋哉、ソーズビー航洋、黒澤美澪奈 |
| 解説                     | さかなクン                           |
| コーナーMC               | 中里萌、鈴木あきえ                   |
| リポーター               | 長谷川ニイナ                         |
| 2013年11月21日           |                                      |
| 食べてみたいご当地グルメ |                                      |
| まめぶ汁                 | 黒澤美澪奈、中里萌、相澤侑我         |
| 富山ブラック             | 岡田結実、出川哲朗                   |
| あんかけスパゲッティ     | スギちゃん、島田太一                 |
| みかん鍋                 | 長谷川ニイナ、中尾美晴               |
| 解説                     | 彦摩呂                               |
| コーナーMC               | 山田陶子、鈴木あきえ                 |
| リポーター               | 竹原司                               |
| 2014年01月16日           |                                      |
| 好きな教科               |                                      |
| 国語・社会               | 林修、延命杏咲実                     |
| 算数・理科               | 西川史子、中里萌                     |
| 体育                     | 武井壮、相澤侑我                     |
| 図工・音楽               | 久保田雅人、ソーズビー航洋、山田陶子 |
| コーナーMC               | 出川哲朗、鈴木あきえ                 |
| リポーター               | 中尾美晴                             |

### ゲーム内容
超速バトル!!SUSHIカート
回転寿司をモチーフにしているゲームで、流れてくる寿司と同じ色のボタンをタイミングよく押して寿司を取るゲーム。
得点は、普通の寿司を取ると10ポイント、MCである出川をモチーフにした寿司を取ると50ポイント加算されるが、時々流れてくるサボテンを取ってしまうと50ポイント減点となる。
このゲームで獲得できるリングは1位が4つ、2位が3つ、3位が2つ、4位が1つだが、てれび戦士はてれび戦士で、視聴者は視聴者で別々に順位がつけられるため、最大8個手に入る。視聴者の順位はチーム全員の合計得点ではなく、平均点で争われる。
連打で爆破!ドキドキバルーン
各チームのてれび戦士の頭上に風船が設置され、その風船が最後まで割れなかったチームの勝ちというルールのゲーム。
風船は各チームの色ボタンに対応しており、合計100万回押されたボタンの色のチームの風船が割れるため、勝つためには他のチームの色ボタンを押す必要がある。
このゲームで獲得できるリングは1位が8つ、2位が6つ、3位が4つ、4位が1つである。
ボーナスゲーム　カテゴリング2倍チャンス!
第2ラウンドまでで最下位のチームだけ参加するゲーム。最下位のチームで参加している視聴者に4択のアンケートを取り、そのチームのてれび戦士は1位を予想する。予想が当たっていれば第3ラウンドで獲得できるリングが2倍になる。
数字を打ち込め!ナンバーQ
答えが4桁以内の数字になる問題に答えるゲーム。数字はリモコンの方向キーを使って操作する。
このゲームで獲得できるリングは1位が4つ、2位が3つ、3位が2つ、4位が1つである。
登れ!ハイパータンク
自分のチームのタンクを色ボタンの連打で登らせるゲーム。最初に1000メートル（100万回連打）登ったチームの勝ち。
5月24日放送分では、1000メートル登ったところで4択のクイズが出題され、間違えると500メートル地点まで戻され、正解したらゲーム終了、というルールだった。
2学期からは100万回に達したチームの代表のてれび戦士1人が巨大けん玉に挑戦し、成功したらゴール。失敗したらスタートまで逆戻りとなる。
ゴールしたチームがいる場合、またはゴールできずに時間切れになった場合、その時点でタンクのある高さで順位を争う。
このゲームが第4ラウンドで行われる場合は1位が16個、2位が12個、3位が8個、4位が4個、その他のラウンドで行われる場合は1位が8個、2位が6個、3位が4個　4位が2個のリングを獲得できる。
パクパクペンギン 落ちたら負けよ
てれび戦士が操作するペンギン同士が氷のフィールドで押し相撲をする。フィールドから3回落ちたら負けで、最後まで残っていたチームの勝ち。
視聴者はデータ放送でペンギンに魚を食べさせるゲームに挑戦。その結果の合計で、チームのペンギンが太っていき、相手のペンギンを推す力が強くなるため、有利になる。
時間切れになった場合は「落ちた数の少なさ」「視聴者がゲームで食べさせた魚の数の合計」の順で順位を争う。

### 渋谷DEどーも 双方向まつり
概要
2013年のこどもの日に放送された「渋谷DEどーも2013」関連番組。
『大!天才てれびくん』の番組宣伝、「大!天てれ展〜放送20周年記念感謝祭〜」の告知をした後、「激闘!カテゴリング」の公開生放送で行う。
基礎情報
- 放送局：NHK総合テレビ
- 放送日時：2013年5月5日 日曜13:05-13:50（45分）
- 公演会場：NHKみんなの広場ふれあいホール
- 出典：[115]

激闘!カテゴリング
| 好きなお弁当のおかず | 好きなお弁当のおかず           |
| -------------------- | ------------------------------ |
| からあげ             | 島田太一、参加親子             |
| しゃけ               | 中里萌、相澤侑我               |
| ハンバーグ           | 出川哲朗、参加親子             |
| たまご焼き           | 加藤夏希、岡田結実、延命杏咲実 |
| コーナーMC           | 鈴木あきえ、黒澤美澪奈         |
| リポーター           | 長谷川ニイナ、松岡忠幸         |
1R 超速バトル!!SUSHIカート
2R ぐらぐらブロックタワー
3R 数字を打ち込め!!ナンバーQ!!
4R パクパクペンギン 落ちたら負けよ

## 地獄クイズ

### 中継!地獄クイズ 鬼押し出し
2組の家族が記録を争うクイズ対決。挑戦者家族がクイズに不正解すると、鬼ドーナ（加藤謙太郎）が台に乗っているてれび戦士たち7人を押し出す。台の上に最後まで残った人数が挑戦者家族の記録。
| 放送日          | 鬼ドーナの仲間            | 台の上の7人                                                                   |
| --------------- | ------------------------- | ----------------------------------------------------------------------------- |
| 2012年 05月31日 |                           | 出川哲朗、長江崚行、浅賀玲音、島田太一 竹原司、金子隼也、ソーズビー航洋       |
| 06月28日        | 古坂大魔王                | ヒャダイン、島田太一、金子隼也、竹原司 ソーズビー航洋、山田陶子、黒澤美澪奈   |
| 09月20日        | 鬼ジェリーナ （寺田朱里） | 出川哲朗、長江崚行、浅賀玲音、島田太一 岡田結実、山田陶子、黒澤美澪奈         |
| 11月15日        | 鬼イナ （長谷川ニイナ）   | 出川哲朗、島田太一、ソーズビー航洋 竹原司、鎮西寿々歌、岡田結実、延命杏咲実   |
| 2013年 01月10日 | 鬼ズ歌 （鎮西寿々歌）     | 出川哲朗、島田太一、ソーズビー航洋 竹原司、長谷川ニイナ、山田陶子、黒澤美澪奈 |

### 地獄クイズ 鬼鬼 BANG BANG
2013年10月10日放送。「中継!地獄クイズ 鬼押し出し」の後継企画だが、放送は1回のみ。
2組の家族がクイズで対決。スタジオでは男子チームと女子チームにわかれ、それぞれの家族を応援。クイズに間違えると各チームのそばにある風船が破裂。

## くだらなスキル
「ちょっとした特技」の後継企画。視聴者から募集した、くだらないけど自慢したい特技「くだらなスキル」を紹介。

### ギャフンと言わせろ!くだらなスキル
| 放送日          | くだらなスキル                         | 挑戦者       | 成否 |
| --------------- | -------------------------------------- | ------------ | ---- |
| 2012年 10月11日 | 脇腹をくすぐられてがまんする           | 出川哲朗     | 失敗 |
| 2012年 10月11日 | 後ろ向きにスキップしながらボールをつく | 出川哲朗     | 失敗 |
| 2012年 10月11日 | 鼻から水を吸って目から出す             | 出川哲朗     | 失敗 |
| 2012年 10月11日 | 洗濯かごの中に入る                     | 出川哲朗     | 成功 |
| 2012年 10月11日 | 体を反らせブリッジをして立ち上がる     | 出川哲朗     | 失敗 |
| 2012年 10月11日 | 竹馬でケンケンする                     | 出川哲朗     | 失敗 |
| 2013年 01月31日 | レモン汁を平然と飲み干せるか?          | 竹原司       | 成功 |
| 2013年 01月31日 | 舌が鼻につくか?                        | 長谷川ニイナ | 成功 |
| 2013年 01月31日 | 足の指で鼻をつまめるか?                | 山田陶子     | 成功 |
| 2013年 01月31日 | 風船が割れても目をつぶらないか?        | 長江崚行     | 成功 |
| 2013年 01月31日 | 開脚したまま前に進めるか?              | 岡田結実     | 成功 |

### くだらなスキル ヤバイイヨ
2013年4月18日放送
| くだらなスキル           | 挑戦者           | ヤバイイ |
| ------------------------ | ---------------- | -------- |
| コサックダンスのステップ | アオくん         | 854355   |
| コサックダンスのステップ | 出川哲朗         | 376516   |
| 下くちびるで物をはさむ   | りょーか☆        | 926081   |
| 下くちびるで物をはさむ   | 中里萌           | 555726   |
| 水風船を口で作る         | 料理のさしすせそ | 929677   |
| 水風船を口で作る         | チャンカワイ     | 535710   |
| 麺を舌に巻く             | くま             | 845000   |
| 麺を舌に巻く             | 島田太一         | 797177   |
2013年10月24日放送
- 司会：鈴木あきえ
- スキルマスター：出川哲朗
- 男子チーム：島田太一、竹原司、相澤侑我
- 女子チーム：延命杏咲実、黒澤美澪奈、山田陶子

| 対戦 | 対戦 | くだらなスキル     | 挑戦者           | ヤバイイ |
| ---- | ---- | ------------------ | ---------------- | -------- |
| 1    | 女子 | 強力!鼻磁石        | なつみ           | 710226   |
| 1    | 男子 | 驚異の鼻ちょうちん | 料理のさしすせそ | 838661   |
| 2    | 男子 | 収納力抜群!筆箱男  | ユウスケ         | 931081   |
| 2    | 女子 | 恐怖!歌うクモ少女  | 延命杏咲実       | 634274   |
| 3    | 女子 | ハイパーもしかめ   | てん             | 768371   |
| 3    | 男子 | 熱狂!肉ザイル      | 竹原司           | 665210   |

## チャンカワイの大!相撲中継

### 概要
2013年度。「おでかけ列島9500」「リモコンクイズ 的中!旅ダービー」に続く地方ロケ生中継企画の第3弾。
チャンカワイが、さすらいのふれあい力士「チャン錦」として中継先の地元力士とガチンコ相撲。2学期からは着ぐるみキャラクター「チャン錦ちゃん」として、ご当地キャラクターと相撲をする形式に改められた。
現場レポーターは長谷川ニイナ。

### 放送日程
| 放送日 / 場所                                                | 東               | 東 | 西 | 西                          | その他の出演者                                       |
| ------------------------------------------------------------ | ---------------- | -- | -- | --------------------------- | ---------------------------------------------------- |
| 2013年04月04日 青森県西津軽郡鰺ヶ沢町 鰺ヶ沢町立鰺ヶ沢中学校 | チャン錦         | ○  | ●  | デカわさ                    | わさお                                               |
| 2013年04月04日 青森県西津軽郡鰺ヶ沢町 鰺ヶ沢町立鰺ヶ沢中学校 | チャン錦         | ●  | ○  | 番場の海 番場偉史           | わさお                                               |
| 2013年04月18日 富山県高岡市 伏木相撲愛好會                   | ポコ錦           | ○  | ●  | 利長くん                    | クールポコ。 家持くん                                |
| 2013年04月18日 富山県高岡市 伏木相撲愛好會                   | ポコ錦           | ●  | ○  | 國登 國谷伸五               | クールポコ。 家持くん                                |
| 2013年06月27日 神奈川県南足柄市 南足柄市立南足柄小学校       | よいしょの金太郎 | ●  | ○  | キンタローマン              |                                                      |
| 2013年06月27日 神奈川県南足柄市 南足柄市立南足柄小学校       | チャン錦         | ●  | ○  | キンタローマン              |                                                      |
| 2013年09月19日 東京都 特殊造型ゼペット                       | ゴメラ           | ○  | ●  | チャン錦ちゃん （作りかけ） |                                                      |
| 2013年10月10日 大阪府南河内郡太子町 太子町立磯長小学校       | チャン錦ちゃん   | ○  | ●  | たいしくん                  | 地球戦士ゼロス                                       |
| 2013年10月24日 三重県名張市 名張産業振興センターASPIA        | チャン錦ちゃん   | ○  | ●  | こにゅうどうくん            | 119団アンシンダー 名張市長 亀井利克 チャンカワイの母 |
| 2013年10月24日 三重県名張市 名張産業振興センターASPIA        | すずか茶ん       | ○  | ●  | いが☆グリオ                 | 119団アンシンダー 名張市長 亀井利克 チャンカワイの母 |
| 2013年10月24日 三重県名張市 名張産業振興センターASPIA        | チャン錦ちゃん   | ●  | ○  | すずか茶ん                  | 119団アンシンダー 名張市長 亀井利克 チャンカワイの母 |
| 2013年11月14日 ゴールデンボンバー特別編                      | 樽美酒研二       | ○  | ●  | チャン錦ちゃん              |                                                      |
| 2013年11月28日 ふなっしー特別編                              | チャン錦ちゃん   | ○  | ●  | ふなっしー                  |                                                      |
| 2013年11月28日 ふなっしー特別編                              | 出川哲朗         | ○  | ●  | ふなっしー                  |                                                      |
| 2014年01月09日 群馬県前橋市                                  | チャン錦ちゃん   | ○  | ●  | ころとん                    | 赤城姫 淵名姫                                        |
| 2014年01月09日 群馬県前橋市                                  | たか丸くん       | ●  | ○  | もじゃろー                  | 赤城姫 淵名姫                                        |
| 2014年01月09日 群馬県前橋市                                  | チャン錦ちゃん   | ○  | ●  | もじゃろー                  | 赤城姫 淵名姫                                        |
| 2014年01月23日 スーパーご当地キャラ大戦                      | どーもくん       | ●  | ○  | チャン錦ちゃん              |                                                      |
| 2014年01月23日 スーパーご当地キャラ大戦                      | オカザえもん     | ●  | ○  | シマダえもん                |                                                      |
| 2014年01月23日 スーパーご当地キャラ大戦                      | ふなっしー       | ●  | ○  | でがっしー                  |                                                      |
| 2014年01月29日 水曜 大!相撲特訓                              | チャン錦ちゃん   | ●  | ○  | ひよの山                    |                                                      |
| 2014年02月27日 大!MTKスペシャル                              | チャン錦ちゃん   | ●  | ○  | 出川哲朗                    |                                                      |

### チャン錦ちゃんの大!相撲特訓
チャン錦ちゃんが着ぐるみ相撲日本一を目指すため、東京都墨田区の錣山部屋に体験入門。
基礎情報
- 放送日
  - 本放送：2014年1月29日 水曜 [116]
  - 再放送：2014年3月24日 月曜 [117]
- 出演者
  - チャン錦ちゃん（チャンカワイ）
  - てれび戦士：長谷川ニイナ、竹原司

着ぐるみで相撲部屋に入門!?
午前8時、チャン錦ちゃんは長谷川ニイナと竹原司に連れられ錣山部屋を訪問。錣山親方（錣山矩幸 / 寺尾常史）から1日体験入門の許可をもらう。チャン錦ちゃんは、この日のために足部分を着脱可能な黒い靴に肉体改造されていた。裸足になり本物の土俵で稽古を受ける。
稽古1 しこで下半身鍛錬
下半身を鍛える基礎練習「四股」に挑戦。着ぐるみの短い脚で四股を6回やり遂げる。
稽古2 鉄砲で上半身鍛錬
柱に向かって突っ張りを繰り返す、上半身を鍛える基礎練習「鉄砲」に挑戦。着ぐるみの手が短すぎて断念。
稽古3 股割りでケガを防げ
力士の基礎となる柔軟運動「股割り」に挑戦。着ぐるみの状態で脚を開くがうまくいかない。錣山親方の命令で着ぐるみを脱いで稽古を受ける。
稽古4 ぶつかり稽古
「下から押し上げ、頭からあたった方がいい」との指導を受ける。
相撲部屋の生活を体験
午前11時、3時間の稽古を終え、チャンカワイは竹原司とともに風呂に入る。他の力士の背中を流すのも修行。
正午、力士の手作りトマトちゃんこで昼食。ごはんはどんぶり3杯を食べる。
稽古番外編 おつかい
午後2時、商店街におつかい。おつかいは新人力士の大事な仕事。チャン錦ちゃんと長谷川ニイナ、竹原司の3人は歩いて商店街に向かう。途中、子どもたちに声をかけられ、『大!天才てれびくん』と気づかれたが、「チャン錦ちゃん」のことは知らないと言われる。
雨の中、歩くこと20分。目的の豆腐屋に到着。錣山部屋22人分「絹ごし豆腐10丁、油揚げ20枚、厚揚げ10丁、おから2kg」を購入。重い豆腐をもって20分かけて錣山部屋に戻る。
稽古5 親方から秘策を学べ
錣山親方から土俵に追い込まれても、とにかく回り込む「秘策 無限の円」を伝授。
稽古6 力士キャラと戦え
最終テストとして錣山親方が手配した、日本相撲協会の公式キャラクターで土俵入りが許されている着ぐるみ序ノ口力士「ひよの山」と対戦。
| 東             | 東 | 決まり手 | 西 | 西       |
| -------------- | -- | -------- | -- | -------- |
| チャン錦ちゃん | ●  | 寄り切り | ○  | ひよの山 |
取組に負けてしまうが錣山親方から「他の着ぐるみには負けないでしょ」との言葉をもらい、親方の格言「今日一日の努力」が書かれた手ぬぐいを授かる。午後6時、10時間にわたる錣山部屋の体験入門を終えた。

## むちゃぶり日本 やばイイヨ!
2013年度。司会は古坂大魔王と鈴木あきえ。初期2回は「大!SP むちゃぶり日本 ヤバイイヨ」。
視聴者のむちゃぶりに応える。制限時間は30秒。てれび戦士と出川チームの対抗戦。テレビの前の視聴者は答えが「やばいほどイイ」＝「ヤバイイ」と思った分だけリモコンの決定ボタンを押して審査に参加。
| 放送日 / 勝数                               | お題                                                        | 挑戦者                   | ヤバイイ |
| ------------------------------------------- | ----------------------------------------------------------- | ------------------------ | -------- |
| 2013年04月04日3勝 てれび戦士 0勝 出川特命P  | 戦場カメラマン 渡部陽一のものまね                           | 中尾美晴                 | 0899000  |
| 2013年04月04日3勝 てれび戦士 0勝 出川特命P  | 戦場カメラマン 渡部陽一のものまね                           | 出川哲朗                 | 0733194  |
| 2013年04月04日3勝 てれび戦士 0勝 出川特命P  | いちばんかっこいいと思う言葉を 人生でいちばんかっこよく言う | 相澤侑我                 | 1110516  |
| 2013年04月04日3勝 てれび戦士 0勝 出川特命P  | いちばんかっこいいと思う言葉を 人生でいちばんかっこよく言う | 出川哲朗                 | 0665145  |
| 2013年04月04日3勝 てれび戦士 0勝 出川特命P  | 見たことのないくしゃみ                                      | 中里萌                   | 1010435  |
| 2013年04月04日3勝 てれび戦士 0勝 出川特命P  | 見たことのないくしゃみ                                      | 出川哲朗                 | 0678532  |
| 2013年05月09日4勝 てれび戦士 0勝 出川と狩野 | ランドセルのかっこいい しょいかたをして                     | 島田太一                 | 1068968  |
| 2013年05月09日4勝 てれび戦士 0勝 出川と狩野 | ランドセルのかっこいい しょいかたをして                     | 出川哲朗                 | 0362661  |
| 2013年05月09日4勝 てれび戦士 0勝 出川と狩野 | 上機嫌なゴリラのものまね                                    | 相澤侑我                 | 0951323  |
| 2013年05月09日4勝 てれび戦士 0勝 出川と狩野 | 上機嫌なゴリラのものまね                                    | 狩野英孝                 | 0469661  |
| 2013年05月09日4勝 てれび戦士 0勝 出川と狩野 | 金星にいそうな 宇宙人をやって                               | 中尾美晴                 | 1188242  |
| 2013年05月09日4勝 てれび戦士 0勝 出川と狩野 | 金星にいそうな 宇宙人をやって                               | 狩野英孝                 | 0547210  |
| 2013年05月09日4勝 てれび戦士 0勝 出川と狩野 | 超キュンキュンしちゃう デートの別れ際に言うセリフ           | 中里萌                   | 0892677  |
| 2013年05月09日4勝 てれび戦士 0勝 出川と狩野 | 超キュンキュンしちゃう デートの別れ際に言うセリフ           | 出川哲朗                 | 0474339  |
| 2013年05月09日 大!天てれ展                  | 全力100%の ぶりっこをして                                   | 長谷川ニイナ             | 0584306  |
| 2013年05月09日 大!天てれ展                  | 全力100%の ぶりっこをして                                   | 大沢あかね               | 0881903  |
| 2013年06月13日4勝 てれび戦士 0勝 出川と八木 | かっこいい 消しゴムの拾い方                                 | 島田太一                 | 0746710  |
| 2013年06月13日4勝 てれび戦士 0勝 出川と八木 | かっこいい 消しゴムの拾い方                                 | 出川哲朗                 | 0725210  |
| 2013年06月13日4勝 てれび戦士 0勝 出川と八木 | クリオネの鳴き方                                            | 山田陶子                 | 0863887  |
| 2013年06月13日4勝 てれび戦士 0勝 出川と八木 | クリオネの鳴き方                                            | 出川哲朗                 | 0449952  |
| 2013年06月13日4勝 てれび戦士 0勝 出川と八木 | 物ボケして                                                  | 竹原司                   | 0997742  |
| 2013年06月13日4勝 てれび戦士 0勝 出川と八木 | 物ボケして                                                  | 八木真澄                 | 0456016  |
| 2013年06月13日4勝 てれび戦士 0勝 出川と八木 | カレーに入っている 玉ねぎをほめまくる                       | 延命杏咲実               | 0908274  |
| 2013年06月13日4勝 てれび戦士 0勝 出川と八木 | カレーに入っている 玉ねぎをほめまくる                       | 八木真澄                 | 0618097  |
| 2013年07月11日4勝 てれび戦士 0勝 チーム出川 | かわいくない言葉を かわいく言う                             | ソーズビー航洋           | 0789823  |
| 2013年07月11日4勝 てれび戦士 0勝 チーム出川 | かわいくない言葉を かわいく言う                             | 出川哲朗                 | 0485968  |
| 2013年07月11日4勝 てれび戦士 0勝 チーム出川 | 自分で自分を ほめたたえてください                           | 黒澤美澪奈               | 0716016  |
| 2013年07月11日4勝 てれび戦士 0勝 チーム出川 | 自分で自分を ほめたたえてください                           | 狩野英孝                 | 0402758  |
| 2013年07月11日4勝 てれび戦士 0勝 チーム出川 | 2人でやってください。 お題「バカップル」                    | 山田陶子 中里萌          | 0653194  |
| 2013年07月11日4勝 てれび戦士 0勝 チーム出川 | 2人でやってください。 お題「バカップル」                    | 出川哲朗 狩野英孝        | 0353435  |
| 2013年07月11日4勝 てれび戦士 0勝 チーム出川 | 折り紙で何か作って!                                         | 竹原司                   | 0760984  |
| 2013年07月11日4勝 てれび戦士 0勝 チーム出川 | 折り紙で何か作って!                                         | 狩野英孝                 | 0385177  |
| 2014年01月09日3勝 てれび戦士 0勝 出川チーム | 英語で一発ギャグ                                            | ソーズビー航洋           | 0967919  |
| 2014年01月09日3勝 てれび戦士 0勝 出川チーム | フランス語で一発ギャグ                                      | 鈴木拓                   | 0711548  |
| 2014年01月09日3勝 てれび戦士 0勝 出川チーム | リズムに合わせて 動きだけで笑わせて                         | 竹原司                   | 1150274  |
| 2014年01月09日3勝 てれび戦士 0勝 出川チーム | リズムに合わせて 動きだけで笑わせて                         | 児嶋一哉                 | 0688258  |
| 2014年01月09日3勝 てれび戦士 0勝 出川チーム | モノボケして                                                | 島田太一 竹原司 中尾美晴 | 0813129  |
| 2014年01月09日3勝 てれび戦士 0勝 出川チーム | モノボケして                                                | 出川哲朗 児嶋一哉 鈴木拓 | 0543677  |

特別編
- 2013年09月05日 大!天才クエストIII〜大天才王国物語〜「晩餐会」
- 2013年11月14日 ゴールデンボンバーvs大!天

## 電話でクイズ テレホント?
2013年度1学期。番組内容が視聴者に伝わっているか生電話で確認。
「大!木曜LIVE」の終盤に放送され、その日の番組内容から「ホント」「ウソ」の2択クイズを出題。視聴者がクイズに間違えると出題者の上にある風船が破裂。
| 放送日          | 出題者            | 問題                                                            | 正解   | 結果     |
| --------------- | ----------------- | --------------------------------------------------------------- | ------ | -------- |
| 2013年 04月04日 | 出川哲朗          | 「チャンカワイの大!相撲中継」 チャン錦のまわしは白だった        | ホント | 正解     |
| 04月18日        | 出川哲朗 野田真哉 | 出題なし                                                        |        | 時間切れ |
| 05月09日        | 出川哲朗 狩野英孝 | ベストむちゃぶりアバターさんは 赤いマフラーをしていた           | ウソ   | 不正解   |
| 05月09日        | 出川哲朗 山田陶子 | 「むちゃぶり日本 ヤバイイヨ」 勝ったのは出川と狩野              | ウソ   | 不正解   |
| 06月13日        | 出川哲朗 島田太一 | あるあるレッドのベルトには 「レッド」の文字がデザインされている | ウソ   | 時間切れ |
| 06月27日        | 出川哲朗 尾形貴弘 | キンタローマンの まわしの色は「白」である                       | ホント | 不正解   |
| 06月27日        | 出川哲朗 尾形貴弘 | 「連打でピント」の1問目の答えは 「ドーナツ」である              | ホント | 正解     |

## ジョーシKING

### 概要
2013年度。大天才テレビジョン世論調査部が「ジョーシキ」をテーマにアンケートを実施。視聴者投票の結果を予想するゲーム。
司会は山里亮太と鈴木あきえ。ナレーションはBose（スチャダラパー）。

### ルール
視聴者は出題された「ジョーシKINGアンケート」の答えをリモコンの色ボタンで選択。みんなの投票結果で最も多かった答えを大天才テレビジョンの「ジョーシキ」に認定。視聴者がアンケートに答えるとジョーシキ度を知ることはできる。すべてアンケートで1位を選べば「ジョーシキ度100」となり、ジョーシKINGの称号が与えられる。
スタジオでは「出川ロボ」と「てれび戦士ロボ」がロボットバトル。てれび戦士ロボにはチームリーダーのアバターが表示される。2体のロボットは「HP400」から開始。アンケートの結果を予想し、1位を当てれば投票されたパーセンテージ分だけロボットが相手にダメージを与える。両チームとも1位を当てられなかった場合は「非常識モード」が発動、1位のパーセンテージ分のダメージが2体のロボに与えられる。すべてのアンケート終了後、ロボットのHPが多く残っていたチームの勝利。
50/50アンケート
中盤に負けているチームが挑戦。「YES」「NO」の2択で答えられるアンケートをスタジオの挑戦者が出題。視聴者投票の結果が41%から59%の間なら成功。成功すると攻撃力が2倍となる「パワーアップカード」が手に入る。
ガチンコ投票 ザ・どっち!?
2択の最終アンケート。お題に対してそれぞれのチームが「これが常識」と思う答えをスタジオで作成。視聴者は常識だと思う方に投票。

### 放送日程
| # | テーマ              | ゲスト       | 放送日         |
| - | ------------------- | ------------ | -------------- |
| 1 | 学校のジョーシキ!   | 竹原司       | 2013年04月25日 |
| 2 | 家庭のジョーシキ!   | キンタロー。 | 2013年05月30日 |
| 3 | 夏休みのジョーシキ! | 庄司智春     | 2013年07月04日 |
| 4 | 放課後のジョーシキ! | まおちゃん   | 2013年09月26日 |
| 5 | 恋愛のジョーシキ!   | 重盛さと美   | 2013年10月31日 |
| 6 | お金のジョーシキ!   | かもめんたる | 2013年12月05日 |
| 7 | 友達のジョーシキ!   | ニッチェ     | 2014年01月30日 |
| 8 | 笑いのジョーシキ!   | バイきんぐ   | 2014年02月20日 |

### 学校のジョーシキ!
2013年4月25日放送。テーマは「学校」。
出演者
- 出川チーム「“背中で美学”コンビ」
出川哲朗、竹原司
- てれび戦士チーム
チームリーダー：長谷川ニイナ
ソーズビー航洋、竹原司、野田真哉、岡田結実、延命杏咲実、中尾美晴
- 出題パート（収録）
島田太一、山田陶子

内容
| アンケート                             | 選択肢       | 割合 | 度 | 解答 |
| -------------------------------------- | ------------ | ---- | -- | ---- |
| 理想の担任は誰 がジョーシキ?           | キンタロー。 | 37%  | 10 | 戦士 |
| 理想の担任は誰 がジョーシキ?           | スギちゃん   | 36%  | 08 | 出川 |
| 理想の担任は誰 がジョーシキ?           | 小島よしお   | 16%  | 06 |      |
| 理想の担任は誰 がジョーシキ?           | 出川哲朗     | 11%  | 04 |      |
| 教室の座りたい席 のジョーシキは?       | 窓側         | 48%  | 10 | 戦士 |
| 教室の座りたい席 のジョーシキは?       | 最後列       | 21%  | 08 | 出川 |
| 教室の座りたい席 のジョーシキは?       | 最前列       | 20%  | 06 |      |
| 教室の座りたい席 のジョーシキは?       | 廊下側       | 11%  | 04 |      |
| 学校でいちばん怖い場所 のジョーシキは? | トイレ       | 69%  | 12 | 戦士 |
| 学校でいちばん怖い場所 のジョーシキは? | 理科室       | 23%  | 09 | 出川 |
| 学校でいちばん怖い場所 のジョーシキは? | 音楽室       | 08%  | 07 |      |
| 告白する場所 のジョーシキは?           | 放課後の教室 | 62%  | 14 | 出川 |
| 告白する場所 のジョーシキは?           | 体育館の裏   | 26%  | 11 | 戦士 |
| 告白する場所 のジョーシキは?           | 音楽室       | 12%  | 08 |      |

| 中間結果 | 中間結果   | 中間結果 |
| -------- | ---------- | -------- |
| 優勢     | てれび戦士 | HP350    |
| 劣勢     | 出川チーム | HP246    |

| 50/50アンケート                     | 50/50アンケート | 50/50アンケート |
| ----------------------------------- | --------------- | --------------- |
| 週1回は学校の給食で苦手なものがでる |                 |                 |
| YES 46%                             | NO 54%          | 出川チーム 成功 |

| アンケート                             | 選択肢             | 割合 | 度 | 解答 |
| -------------------------------------- | ------------------ | ---- | -- | ---- |
| 授業中におならが出た時 のジョーシキは? | なかったことにする | 58%  | 18 | 戦士 |
| 授業中におならが出た時 のジョーシキは? | 人のせいにする     | 18%  | 15 | 出川 |
| 授業中におならが出た時 のジョーシキは? | イスでごまかす     | 14%  | 12 |      |
| 授業中におならが出た時 のジョーシキは? | 笑ってごまかす     | 10%  | 08 |      |
| 熱血教師 どんなあだ名 がジョーシキ?    | メラ先             | 59%  | 36 | 戦士 |
| 熱血教師 どんなあだ名 がジョーシキ?    | ねっけつくん!!     | 41%  | 23 | 出川 |

| 最終結果 | 最終結果   | 最終結果 |
| -------- | ---------- | -------- |
| 勝利     | てれび戦士 | HP338    |
| 敗北     | 出川チーム | HP129    |

### 家庭のジョーシキ!
2013年5月30日放送。テーマは「家庭」。
出演者
- 出川チーム
出川哲朗、キンタロー。
- てれび戦士チーム
チームリーダー：島田太一
竹原司、野田真哉、延命杏咲実、黒澤美澪奈、山田陶子
- 出題パート（収録）
相澤侑我、中尾美晴

内容
| アンケート                              | 選択肢         | 割合 | 度 | 解答 |
| --------------------------------------- | -------------- | ---- | -- | ---- |
| 親にやめてほしいこと のジョーシキは?    | いびき         | 36%  | 10 | 出川 |
| 親にやめてほしいこと のジョーシキは?    | 休日にゴロゴロ | 31%  | 08 |      |
| 親にやめてほしいこと のジョーシキは?    | お酒の飲み過ぎ | 18%  | 06 | 戦士 |
| 親にやめてほしいこと のジョーシキは?    | 風呂上がりに裸 | 15%  | 04 |      |
| 悪い点のテスト 隠し場所 のジョーシキは? | 机の引き出し   | 54%  | 10 | 出川 |
| 悪い点のテスト 隠し場所 のジョーシキは? | 本棚           | 28%  | 08 | 戦士 |
| 悪い点のテスト 隠し場所 のジョーシキは? | 押し入れ       | 12%  | 06 |      |
| 悪い点のテスト 隠し場所 のジョーシキは? | ベッドの下     | 06%  | 04 |      |
| おこづかいを上げる作戦 のジョーシキは?  | お手伝い       | 65%  | 14 | 戦士 |
| おこづかいを上げる作戦 のジョーシキは?  | テストでいい点 | 23%  | 11 | 出川 |
| おこづかいを上げる作戦 のジョーシキは?  | 友達と比べる   | 07%  | 08 |      |
| おこづかいを上げる作戦 のジョーシキは?  | ダダをこねる   | 05%  | 06 |      |

| 中間結果 | 中間結果   | 中間結果 |
| -------- | ---------- | -------- |
| 優勢     | 出川チーム | HP335    |
| 劣勢     | てれび戦士 | HP310    |

| 50/50アンケート                                  | 50/50アンケート | 50/50アンケート |
| ------------------------------------------------ | --------------- | --------------- |
| おじいちゃん、おばあちゃんといっしょに住んでいる |                 |                 |
| YES 32%                                          | NO 68%          | てれび戦士 失敗 |

| アンケート                             | 選択肢               | 割合 | 度 | 解答 |
| -------------------------------------- | -------------------- | ---- | -- | ---- |
| ゴキブリが出た時 のジョーシキは?       | 殺虫剤               | 49%  | 16 | 戦士 |
| ゴキブリが出た時 のジョーシキは?       | 助けを呼ぶ           | 37%  | 13 | 出川 |
| ゴキブリが出た時 のジョーシキは?       | スリッパ             | 11%  | 10 |      |
| ゴキブリが出た時 のジョーシキは?       | 見なかったことにする | 03%  | 07 |      |
| 気まずい場面が映った時 のジョーシキは? | じっと見続ける       | 37%  | 20 | 出川 |
| 気まずい場面が映った時 のジョーシキは? | チャンネルを変える   | 33%  | 14 |      |
| 気まずい場面が映った時 のジョーシキは? | その場を離れる       | 30%  | 12 | 戦士 |
| 家に来た有名人 誰だったらうれしい?     | 嵐                   | 60%  | 30 | 出川 |
| 家に来た有名人 誰だったらうれしい?     | ローラ               | 40%  | 20 | 戦士 |

| 最終結果 | 最終結果   | 最終結果 |
| -------- | ---------- | -------- |
| 勝利     | 出川チーム | HP286    |
| 敗北     | てれび戦士 | HP213    |

### 夏休みのジョーシキ!
2013年7月4日放送。テーマは「夏休み」。
出演者
- 出川チーム
出川哲朗、庄司智春
- てれび戦士チーム
チームリーダー：ソーズビー航洋
島田太一、相澤侑我、延命杏咲実、中里萌、中尾美晴
- 出題パート（収録）
竹原司、山田陶子

内容
| アンケート                               | 選択肢             | 割合 | 度 | 解答 |
| ---------------------------------------- | ------------------ | ---- | -- | ---- |
| 夏休み 遊びに行く場所 のジョーシキは?    | プール             | 58%  | 10 | 出川 |
| 夏休み 遊びに行く場所 のジョーシキは?    | 海                 | 27%  | 08 |      |
| 夏休み 遊びに行く場所 のジョーシキは?    | 遊園地             | 09%  | 06 | 戦士 |
| 夏休み 遊びに行く場所 のジョーシキは?    | 山                 | 06%  | 04 |      |
| 親にいちばん怒られること のジョーシキは? | ダラダラする       | 41%  | 10 | 戦士 |
| 親にいちばん怒られること のジョーシキは? | ゲームやりすぎ     | 40%  | 08 | 出川 |
| 親にいちばん怒られること のジョーシキは? | アイス食べすぎ     | 13%  | 06 |      |
| 親にいちばん怒られること のジョーシキは? | クーラー効かせすぎ | 06%  | 04 |      |
| お化け屋敷でコワイのもの のジョーシキは? | 幽霊               | 44%  | 12 | 出川 |
| お化け屋敷でコワイのもの のジョーシキは? | 大量の手           | 31%  | 09 |      |
| お化け屋敷でコワイのもの のジョーシキは? | 生首               | 20%  | 07 | 戦士 |
| お化け屋敷でコワイのもの のジョーシキは? | 火の玉             | 05%  | 05 |      |
| 暑いとき 食べたい昼食の のジョーシキは?  | そうめん           | 48%  | 14 | 戦士 |
| 暑いとき 食べたい昼食の のジョーシキは?  | 冷やし中華         | 33%  | 11 |      |
| 暑いとき 食べたい昼食の のジョーシキは?  | ざるそば           | 10%  | 08 |      |
| 暑いとき 食べたい昼食の のジョーシキは?  | カレー             | 09%  | 06 | 出川 |

| 中間結果 | 中間結果   | 中間結果 |
| -------- | ---------- | -------- |
| 優勢     | 出川チーム | HP311    |
| 劣勢     | てれび戦士 | HP298    |

| 50/50アンケート                          | 50/50アンケート | 50/50アンケート |
| ---------------------------------------- | --------------- | --------------- |
| 夏休みの宿題は夏休みになったらすぐにやる |                 |                 |
| YES 53%                                  | NO 47%          | てれび戦士 成功 |

| アンケート                                 | 選択肢                                     | 割合 | 度 | 解答 |
| ------------------------------------------ | ------------------------------------------ | ---- | -- | ---- |
| いちばんアツイ!有名人 のジョーシキは?      | 武井壮                                     | 43%  | 16 |      |
| いちばんアツイ!有名人 のジョーシキは?      | アニマル浜口                               | 33%  | 13 | 戦士 |
| いちばんアツイ!有名人 のジョーシキは?      | 水木一郎                                   | 14%  | 10 |      |
| いちばんアツイ!有名人 のジョーシキは?      | 出川哲朗                                   | 10%  | 07 | 出川 |
| 扇風機の前でしてしまうこと のジョーシキは? | あ〜                                       | 71%  | 18 | 出川 |
| 扇風機の前でしてしまうこと のジョーシキは? | 首振り                                     | 15%  | 15 |      |
| 扇風機の前でしてしまうこと のジョーシキは? | 服の中に風                                 | 14%  | 12 | 戦士 |
| やってみたいと思う自由研究 はどっち?       | 1番遠くまでとぶ 紙ヒコーキの作り方を調べる | 87%  | 20 | 戦士 |
| やってみたいと思う自由研究 はどっち?       | 1日に何回 オナラが出るのか調べる           | 13%  | 10 | 出川 |

| 最終結果 | 最終結果   | 最終結果 |
| -------- | ---------- | -------- |
| 勝利     | てれび戦士 | HP184    |
| 敗北     | 出川チーム | HP181    |

### 放課後のジョーシキ!
2013年9月26日放送。テーマは「放課後」。
出演者
- 出川チーム
出川哲朗、黒澤美澪奈、まおちゃん
- てれび戦士チーム
チームリーダー：岡田結実
島田太一、竹原司、金子隼也、山田陶子、中尾美晴
- 出題パート（収録）
中里萌、ソーズビー航洋

内容
| アンケート                                     | 選択肢                 | 割合 | 度 | 解答 |
| ---------------------------------------------- | ---------------------- | ---- | -- | ---- |
| 帰り道でやってしまう遊び のジョーシキは?       | 石を蹴って歩く         | 51%  | 10 | 出川 |
| 帰り道でやってしまう遊び のジョーシキは?       | 白い線の上を歩く       | 26%  | 06 | 戦士 |
| 帰り道でやってしまう遊び のジョーシキは?       | 影だけ踏んで歩く       | 23%  | 04 |      |
| 下校中トイレに行きたくなった時 のジョーシキは? | 走って帰る             | 52%  | 10 | 出川 |
| 下校中トイレに行きたくなった時 のジョーシキは? | お店でトイレを借りる   | 34%  | 06 |      |
| 下校中トイレに行きたくなった時 のジョーシキは? | ゆっくり歩いて帰る     | 14%  | 04 | 戦士 |
| 全校で挑戦したい遊び のジョーシキは?           | 全校ケイドロ           | 45%  | 12 | 戦士 |
| 全校で挑戦したい遊び のジョーシキは?           | 全校ドッジボール       | 35%  | 08 | 出川 |
| 全校で挑戦したい遊び のジョーシキは?           | 全校だるまさんが転んだ | 20%  | 06 |      |
| 歩く速さが同じになった時 のジョーシキは?       | 早歩き                 | 54%  | 14 | 出川 |
| 歩く速さが同じになった時 のジョーシキは?       | 一緒に歩く             | 31%  | 10 |      |
| 歩く速さが同じになった時 のジョーシキは?       | ゆっくり歩く           | 15%  | 08 | 戦士 |

| 中間結果 | 中間結果   | 中間結果 |
| -------- | ---------- | -------- |
| 優勢     | 出川チーム | HP355    |
| 劣勢     | てれび戦士 | HP243    |

| 50/50アンケート                | 50/50アンケート | 50/50アンケート |
| ------------------------------ | --------------- | --------------- |
| 別れぎわに立ち話しをしてしまう |                 |                 |
| YES 53%                        | NO 47%          | てれび戦士 成功 |

| アンケート                                     | 選択肢                             | 割合 | 度 | 解答 |
| ---------------------------------------------- | ---------------------------------- | ---- | -- | ---- |
| ポテチの開け方 のジョーシキは?                 | 全部開ける                         | 52%  | 16 | 出川 |
| ポテチの開け方 のジョーシキは?                 | 袋の上を開ける                     | 40%  | 13 | 戦士 |
| ポテチの開け方 のジョーシキは?                 | 袋を切り裂く                       | 08%  | 10 |      |
| 部屋でされるとイラッとすること のジョーシキは? | 引き出しを開ける                   | 47%  | 18 | 戦士 |
| 部屋でされるとイラッとすること のジョーシキは? | 菓子を食べた手で触る               | 44%  | 15 |      |
| 部屋でされるとイラッとすること のジョーシキは? | 漫画を全巻読む                     | 09%  | 12 | 出川 |
| 門限に遅れてしまった! 何と言う?                | 友達に勉強を教えてもらっていた!!   | 75%  | 20 | 出川 |
| 門限に遅れてしまった! 何と言う?                | 近所のおばさんにお茶をさそわれた。 | 25%  | 10 | 戦士 |

| 最終結果 | 最終結果   | 最終結果 |
| -------- | ---------- | -------- |
| 勝利     | 出川チーム | HP308    |
| 敗北     | てれび戦士 | HP116    |

### 恋愛のジョーシキ!
2013年10月31日放送。テーマは「恋愛」。
出演者
- 男子チーム
出川哲朗、島田太一、竹原司、ソーズビー航洋、相澤侑我
- 女子チーム
チームリーダー：重盛さと美
岡田結実、黒澤美澪奈、山田陶子、中里萌
- 出題パート（収録）
金子隼也、長谷川ニイナ

内容
| アンケート                               | 選択肢         | 割合 | 度 | 解答 |
| ---------------------------------------- | -------------- | ---- | -- | ---- |
| モテる男子 のジョーシキは?               | 優しい         | 49%  | 10 | 女子 |
| モテる男子 のジョーシキは?               | スポーツが得意 | 25%  | 08 |      |
| モテる男子 のジョーシキは?               | 顔がカッコイイ | 16%  | 06 | 男子 |
| モテる男子 のジョーシキは?               | おもしろい     | 10%  | 04 |      |
| モテる女子 のジョーシキは?               | 優しい         | 48%  | 10 |      |
| モテる女子 のジョーシキは?               | 明るい         | 20%  | 08 | 女子 |
| モテる女子 のジョーシキは?               | 顔がカワイイ   | 16%  | 06 | 男子 |
| モテる女子 のジョーシキは?               | おしゃれ       | 16%  | 04 |      |
| 告白する方法 のジョーシキは?             | ラブレター     | 46%  | 12 | 男子 |
| 告白する方法 のジョーシキは?             | 会って伝える   | 43%  | 09 | 女子 |
| 告白する方法 のジョーシキは?             | 友達に頼む     | 11%  | 07 |      |
| デートで行ってみたい場所 のジョーシキは? | 遊園地         | 43%  | 14 | 男子 |
| デートで行ってみたい場所 のジョーシキは? | ピクニック     | 22%  | 11 |      |
| デートで行ってみたい場所 のジョーシキは? | 映画館         | 19%  | 08 |      |
| デートで行ってみたい場所 のジョーシキは? | 水族館         | 16%  | 06 | 女子 |

| 中間結果 | 中間結果   | 中間結果 |
| -------- | ---------- | -------- |
| 優勢     | 男子チーム | HP303    |
| 劣勢     | 女子チーム | HP263    |

| 50/50アンケート         | 50/50アンケート | 50/50アンケート |
| ----------------------- | --------------- | --------------- |
| 初恋が実ったことがある♥ |                 |                 |
| YES 38%                 | NO 62%          | 女子チーム 失敗 |

| アンケート                                   | 選択肢                           | 割合 | 度 | 解答 |
| -------------------------------------------- | -------------------------------- | ---- | -- | ---- |
| 憧れる恋のシチュエーション のジョーシキは?   | 助けてもらう                     | 41%  | 16 |      |
| 憧れる恋のシチュエーション のジョーシキは?   | “壁ドン”                         | 38%  | 13 | 女子 |
| 憧れる恋のシチュエーション のジョーシキは?   | 手が触れる                       | 13%  | 10 | 男子 |
| 憧れる恋のシチュエーション のジョーシキは?   | 偶然ぶつかる                     | 08%  | 07 |      |
| 「もしかして!?」と思う瞬間 のジョーシキは?   | ちょっかいを出してくる           | 39%  | 18 | 男子 |
| 「もしかして!?」と思う瞬間 のジョーシキは?   | 自分だけに優しい                 | 34%  | 15 |      |
| 「もしかして!?」と思う瞬間 のジョーシキは?   | 目が合う                         | 27%  | 12 | 女子 |
| 大好きな人を振り向かせる とっておきの一手は? | ほめまくる!!とにかくほめまくる!! | 52%  | 20 | 男子 |
| 大好きな人を振り向かせる とっておきの一手は? | めちゃめちゃいのる♥♥             | 48%  | 10 | 女子 |

| 最終結果 | 最終結果   | 最終結果 |
| -------- | ---------- | -------- |
| 勝利     | 男子チーム | HP262    |
| 敗北     | 女子チーム | HP131    |

### お金のジョーシキ!
2013年12月5日放送。テーマは「お金」。
出演者
- 出川チーム
出川哲朗、かもめんたる
- てれび戦士チーム
チームリーダー：島田太一
竹原司、ソーズビー航洋、黒澤美澪奈、山田陶子、中尾美晴
- 出題パート（収録）
相澤侑我、延命杏咲実

内容
| アンケート                         | 選択肢             | 割合 | 度 | 解答 |
| ---------------------------------- | ------------------ | ---- | -- | ---- |
| お金が足りないとき のジョーシキは? | 貯金する           | 35%  | 10 |      |
| お金が足りないとき のジョーシキは? | サンタさんにお願い | 26%  | 08 | 出川 |
| お金が足りないとき のジョーシキは? | お手伝い           | 20%  | 06 | 戦士 |
| お金が足りないとき のジョーシキは? | 誕生日におねだり   | 19%  | 04 |      |
| お年玉 使い道 のジョーシキは?      | 少しずつ使う       | 54%  | 10 | 戦士 |
| お年玉 使い道 のジョーシキは?      | 銀行に預ける       | 38%  | 08 | 出川 |
| お年玉 使い道 のジョーシキは?      | 全部使う           | 08%  | 06 |      |
| おこづかいの残り300円 何に使う?    | 取っておく         | 56%  | 12 | 戦士 |
| おこづかいの残り300円 何に使う?    | お菓子             | 26%  | 09 | 出川 |
| おこづかいの残り300円 何に使う?    | おもちゃ           | 12%  | 07 |      |
| おこづかいの残り300円 何に使う?    | マンガ雑誌         | 06%  | 06 |      |
| お金持ちになれそうな職業は?        | お医者さん         | 33%  | 14 |      |
| お金持ちになれそうな職業は?        | 会社の社長         | 30%  | 11 | 戦士 |
| お金持ちになれそうな職業は?        | プロスポーツ選手   | 19%  | 08 | 出川 |
| お金持ちになれそうな職業は?        | 芸能人             | 18%  | 06 |      |

| 中間結果 | 中間結果   | 中間結果 |
| -------- | ---------- | -------- |
| 優勢     | てれび戦士 | HP332    |
| 劣勢     | 出川チーム | HP222    |

| 50/50アンケート                               | 50/50アンケート | 50/50アンケート |
| --------------------------------------------- | --------------- | --------------- |
| おばあちゃんにお金をもらった時お母さんに言う? |                 |                 |
| YES 60%                                       | NO 37%          | 出川チーム 失敗 |

| アンケート                           | 選択肢                 | 割合 | 度 | 解答 |
| ------------------------------------ | ---------------------- | ---- | -- | ---- |
| 100万円あったら何に使う?             | 家族でハワイ旅行       | 47%  | 16 | 戦士 |
| 100万円あったら何に使う?             | ひとりで使う           | 24%  | 13 |      |
| 100万円あったら何に使う?             | クラス全員で遊園地     | 16%  | 10 | 出川 |
| 100万円あったら何に使う?             | 全額寄付               | 13%  | 07 |      |
| あこがれの大人買い やってみたいのは? | マンガ全巻             | 28%  | 18 | 出川 |
| あこがれの大人買い やってみたいのは? | 全身コーディネート     | 27%  | 15 | 戦士 |
| あこがれの大人買い やってみたいのは? | カプセル入りおもちゃ   | 25%  | 12 |      |
| あこがれの大人買い やってみたいのは? | お菓子箱買い           | 20%  | 09 |      |
| お金で買えないものとは?              | 宇宙                   | 79%  | 20 | 戦士 |
| お金で買えないものとは?              | キングオブコントの称号 | 21%  | 10 | 出川 |

| 最終結果 | 最終結果   | 最終結果 |
| -------- | ---------- | -------- |
| 勝利     | てれび戦士 | HP304    |
| 敗北     | 出川チーム | HP096    |

### 友達のジョーシキ!
2014年1月30日放送。テーマは「友達」。
出演者
- 出川チーム
出川哲朗、ニッチェ
- てれび戦士チーム
チームリーダー：金子隼也
竹原司、相澤侑我、延命杏咲実、山田陶子、中尾美晴
- 出題パート（収録）
島田太一、野田真哉、岡田結実、長谷川ニイナ

内容
| アンケート                           | 選択肢           | 割合 | 度 | 解答 |
| ------------------------------------ | ---------------- | ---- | -- | ---- |
| 借りた本を汚したとき のジョーシキは? | 正直に謝る       | 69%  | 10 | 戦士 |
| 借りた本を汚したとき のジョーシキは? | 弁償する         | 28%  | 08 | 出川 |
| 借りた本を汚したとき のジョーシキは? | 知らんぷり       | 03%  | 06 |      |
| 転校生 友達になりたいのは?           | おもしろい       | 40%  | 10 | 戦士 |
| 転校生 友達になりたいのは?           | 趣味が同じ       | 22%  | 08 |      |
| 転校生 友達になりたいのは?           | 勉強ができる     | 22%  | 06 |      |
| 転校生 友達になりたいのは?           | スポーツ万能     | 16%  | 04 | 出川 |
| 好きな人が同じ! どうする?            | 友達を応援する   | 41%  | 12 | 出川 |
| 好きな人が同じ! どうする?            | 先に告白する     | 39%  | 09 | 戦士 |
| 好きな人が同じ! どうする?            | なりゆきに任せる | 20%  | 07 |      |
| 親友でもイラッと することは何?       | 自慢する         | 44%  | 14 | 出川 |
| 親友でもイラッと することは何?       | ウソをつく       | 32%  | 11 |      |
| 親友でもイラッと することは何?       | 文句が多い       | 24%  | 08 | 戦士 |

| 中間結果 | 中間結果   | 中間結果 |
| -------- | ---------- | -------- |
| 優勢     | てれび戦士 | HP315    |
| 劣勢     | 出川チーム | HP291    |

| 50/50アンケート          | 50/50アンケート | 50/50アンケート |
| ------------------------ | --------------- | --------------- |
| マラソンで裏切ってゴール |                 |                 |
| YES 36%                  | NO 64%          | 出川チーム 失敗 |

| アンケート                         | 選択肢                          | 割合 | 度 | 解答 |
| ---------------------------------- | ------------------------------- | ---- | -- | ---- |
| 仲直り のジョーシキは?             | 直接謝る                        | 55%  | 16 | 戦士 |
| 仲直り のジョーシキは?             | いつも通りに接する              | 23%  | 13 | 出川 |
| 仲直り のジョーシキは?             | 手紙で謝る                      | 16%  | 10 |      |
| 仲直り のジョーシキは?             | 相手が謝るまで待つ              | 06%  | 06 |      |
| どんな時に 友情を感じる?           | 慰めてくれた                    | 48%  | 18 | 戦士 |
| どんな時に 友情を感じる?           | 味方になってくれた              | 36%  | 15 | 出川 |
| どんな時に 友情を感じる?           | ともに試練に耐えた              | 16%  | 12 |      |
| 大人になって 親友とやりたいことは? | 今、学校でやってるあそびをする! | 80%  | 20 | 戦士 |
| 大人になって 親友とやりたいことは? | 一緒にお笑い芸人                | 20%  | 10 | 出川 |

| 最終結果 | 最終結果   | 最終結果 |
| -------- | ---------- | -------- |
| 勝利     | てれび戦士 | HP315    |
| 敗北     | 出川チーム | HP108    |

### 笑いのジョーシキ!
2014年2月20日放送。テーマは「笑い」。
出演者
- 出川チーム
出川哲朗、バイきんぐ
- てれび戦士チーム
チームリーダー：ソーズビー航洋
島田太一、相澤侑我、岡田結実、長谷川ニイナ、中尾美晴
- 出題パート（収録）
竹原司、黒澤美澪奈

内容
| アンケート                                 | 選択肢               | 割合 | 度 | 解答 |
| ------------------------------------------ | -------------------- | ---- | -- | ---- |
| ウケる出し物 のジョーシキは?               | モノマネ             | 31%  | 10 | 戦士 |
| ウケる出し物 のジョーシキは?               | 手品                 | 31%  | 08 | 出川 |
| ウケる出し物 のジョーシキは?               | コント               | 22%  | 05 |      |
| ウケる出し物 のジョーシキは?               | 一発ギャグ           | 16%  | 04 |      |
| 先生がダジャレを言ったとき のジョーシキは? | 聞き流す             | 41%  | 10 | 戦士 |
| 先生がダジャレを言ったとき のジョーシキは? | ツッコミを入れる     | 31%  | 08 |      |
| 先生がダジャレを言ったとき のジョーシキは? | 無理やり笑う         | 28%  | 05 | 出川 |
| 笑いをガマンするとき のジョーシキは?       | 見ないようにする     | 59%  | 13 | 戦士 |
| 笑いをガマンするとき のジョーシキは?       | 自分をつねる         | 21%  | 10 | 出川 |
| 笑いをガマンするとき のジョーシキは?       | 悲しい物語を思い出す | 20%  | 09 |      |
| 笑顔を取り戻したいとき のジョーシキは?     | 友達と話す           | 42%  | 17 | 戦士 |
| 笑顔を取り戻したいとき のジョーシキは?     | テレビを見る         | 32%  | 13 | 出川 |
| 笑顔を取り戻したいとき のジョーシキは?     | マンガを読む         | 15%  | 11 |      |
| 笑顔を取り戻したいとき のジョーシキは?     | 無理やり笑う         | 11%  | 06 |      |

| 中間結果 | 中間結果   | 中間結果 |
| -------- | ---------- | -------- |
| 優勢     | てれび戦士 | HP400    |
| 劣勢     | 出川チーム | HP227    |

| 50/50アンケート             | 50/50アンケート | 50/50アンケート |
| --------------------------- | --------------- | --------------- |
| お笑いをやるならボケがイイ! |                 |                 |
| YES 40%                     | NO 60%          | 出川チーム 失敗 |

| アンケート                             | 選択肢                            | 割合 | 度 | 解答 |
| -------------------------------------- | --------------------------------- | ---- | -- | ---- |
| ギャグがすべったとき のジョーシキは?   | 無かったことにする                | 53%  | 20 | 戦士 |
| ギャグがすべったとき のジョーシキは?   | 自分でツッコむ                    | 24%  | 17 | 出川 |
| ギャグがすべったとき のジョーシキは?   | さらにギャグを言う                | 23%  | 15 |      |
| 今年の流行語大賞になる 最強のギャグは? | ヤバイ、ヤバイ ヒュー・ド・カーン | 69%  | 30 | 戦士 |
| 今年の流行語大賞になる 最強のギャグは? | アルデンテ                        | 31%  | 20 | 出川 |

| 最終結果 | 最終結果   | 最終結果 |
| -------- | ---------- | -------- |
| 勝利     | てれび戦士 | HP400    |
| 敗北     | 出川チーム | HP105    |

## 連打でピント
2013年度。見にくくなっている映像が何かを当てるクイズ。視聴者はリモコンの決定ボタンを押してモザイクを消す手伝いをする。20万プッシュごとに見やすくなっていく。2学期からは「映像探偵」に改題され、男女対抗戦に変更。各チームのキャプテンが探偵の扮装をする。

### 早押しクイズ 連打でピント
2013年5月23日放送
- チーム出川特命P
出川哲朗、竹原司、岡田結実、中尾美晴
- チームチャンカワイ
チャンカワイ、ソーズビー航洋、長谷川ニイナ、山田陶子
- 結果：「4 - 4」で引き分け

2013年6月27日放送
- チーム出川特命P
出川哲朗、延命杏咲実、山田陶子
- チームオガタ
尾形貴弘、竹原司、金子隼也
- ランクアップクイズ 出題者
中里萌、中尾美晴
- 結果：「7 - 3」でチーム出川特命Pの勝利

### 映像探偵 連打でピント
2013年9月19日放送
- 男子チーム
キャプテン：ソーズビー航洋
出川哲朗、島田太一、竹原司
- 女子チーム
キャプテン：山田陶子
岡田結実、延命杏咲実、中尾美晴
- アクション問題 出題者
黒澤美澪奈
- 結果：「7 - 1」で男子チームの勝利

### 映像探偵 連打でピント ふなっしースペシャル
2013年11月28日放送
- 司会：鈴木あきえ、ふなっしー
- 男子チーム
キャプテン：ソーズビー航洋
出川哲朗、竹原司、相澤侑我
- 女子チーム
キャプテン：岡田結実
山田陶子、中尾美晴、中里萌
- ランクアップクイズ 出題者
ふなっしー、船えもん
- 結果「4 - 0」で男子チームの勝利

## あるある川隊 ゴーセブンゴー
2013年度。視聴者からの｢あるある川柳｣をあるあるレッドが発表するコーナー。
“あるある”と思ったらリモコンの決定ボタンを連打。100万HIT以上であるあるレッドが新ワザを披露。100万HIT未満ならあるあるレッドに大爆発!?が襲う。
| 放送日          | あるある川柳                                     | ポイント | 新ワザ                                 |
| --------------- | ------------------------------------------------ | -------- | -------------------------------------- |
| 2013年 05月23日 | お父さん 私のおやつ つまみ食い                   | 1395919  | あるあるつまみ食い                     |
| 2013年 05月23日 | 先生を ことのはずみで ママと呼ぶ                 | 1107645  | あるある言い間違い                     |
| 2013年 05月23日 | 消しゴムの 角を使われ 激怒する                   | 0788177  | 失敗                                   |
| 2013年 05月23日 | ダジャレ言う 母が自分で 大笑い                   | 0858452  | 失敗                                   |
| 2013年 05月23日 | あっちより こっちの方が 安かった                 | 1456968  | あるある買い物上手                     |
| 2013年 05月23日 | 2分待て そう言いながら 5分過ぎ                   | 0972145  | 失敗                                   |
| 06月13日        | 友達と 勉強やるが 進まない                       | 1423806  | あるあるやるつもりなんデスロック       |
| 06月13日        | お父さん 足が臭くて 気絶する                     | 1099677  | あるある足くさ固め                     |
| 06月13日        | 晩ごはん ネコのエサより 安かった                 | 0882726  | 失敗                                   |
| 06月13日        | 友達に 声をかけたら 人違い                       | 1035129  | あるあるこっぱずかしダイビング         |
| 06月13日        | 新ノート 1ページ目は きれいな字                  | 0798048  | 失敗                                   |
| 07月11日        | やる寸前 宿題やれと どなられる                   | 0753565  | 失敗                                   |
| 07月11日        | ばかばかと 言うけどわたし あなたの子             | 0782790  | 失敗                                   |
| 07月11日        | 遅刻だと あわてて起きたら 日曜日                 | 0829645  | 失敗                                   |
| 09月19日        | お母さん 怒るときには 変顔に                     | 0713597  | 失敗                                   |
| 09月19日        | 先生が 怒っているとき なぜかかむ                 | 0863371  | 失敗                                   |
| 09月19日        | 注意して 自分が転び はじをかく                   | 0944290  | 失敗                                   |
| 10月10日        | 宿題を やったらページ 間違えた                   | 0929452  | 失敗                                   |
| 10月10日        | スカシッペ 出たと思えば でかい音                 | 1429597  | 対象外                                 |
| 11月28日        | 朝カレー 給食カレー 夜カレー                     | 0840145  | 失敗                                   |
| 11月28日        | 「お・も・て・な・し」 意味がないのに 言ってくる | 1000065  | あるある“お・も・て・な・し”ラリアット |
| 11月28日        | はいはいと 言えば言うほど 当たらない             | 0948452  | 失敗                                   |

特別編
- 2014年01月23日 キャラクターならではのあるある川柳
- 2014年02月27日 出川あるある川柳

## アバタイセン
2013年度。視聴者が育てたアバターをコンピュータで自動対戦。決勝戦を「大!木曜LIVE」で生放送。
| 放送日          | 参加人数       | 青コーナー            | 青コーナー | 赤コーナー | 赤コーナー                  |
| --------------- | -------------- | --------------------- | ---------- | ---------- | --------------------------- |
| 2013年 05月23日 | 第1戦 18345人  | ポスト出川 宮崎県     | ○          | ●          | 大天民 兵庫県               |
| 06月13日        | 第2戦 19905人  | コウイピロウ 静岡県   | ○          | ●          | けすいけ 東京都             |
| 06月27日        | 第3戦 20787体  | かのこ 宮崎県         | ●          | ○          | ゆーぴー 神奈川県           |
| 07月11日        | 第4戦 21798体  | イマユウ 群馬県       | ●          | ○          | カチコチ 宮崎県             |
| 09月19日        | 第5戦 22888体  | りおこニャン 埼玉県   | ○          | ●          | 魔女っ子ちゃん 千葉県       |
| 10月10日        | 第6戦 23307体  | エムエム 岐阜県       | ●          | ○          | おえらいさん 島根県         |
| 10月24日        | 第7戦 23839体  | たっくん 岩手県       | ○          | ●          | karin 福井県                |
| 11月28日        | 第8戦 24821体  | たかぴ 神奈川県       | ○          | ●          | かずかずかず 神奈川県       |
| 2014年 01月09日 | 第9戦 26090体  | きたじまかぞく 新潟県 | ●          | ○          | とらんしーば 東京都         |
| 02月27日        | 第10戦 26804体 | ひろちゃんズ!! 長野県 | ●          | ○          | キングロボたーちゃん 静岡県 |

## 突然!サビ自慢
2013年度。流行のヒットソングを歌いこなす。視聴者が「これ以上聞きたくない」と思ったら決定ボタンを連打、プッシュの回数に応じて画面上から幕が下りてくる。30万プッシュで強制終了。コーナーロゴは『NHKのど自慢』のパロディ。
| 放送日          | 挑戦者           | 曲名                                       | 合否 |
| --------------- | ---------------- | ------------------------------------------ | ---- |
| 2013年 07月11日 | 島田太一         | AKB48「フライングゲット」                  | 失格 |
| 2013年 07月11日 | 狩野英孝         | 嵐「Love so sweet」                        | 失格 |
| 2013年 07月11日 | 出川哲朗         | Perfume「ポリリズム」                      | 失格 |
| 2013年 07月11日 | 中里萌           | ももいろクローバー「行くぜっ!怪盗少女」    | 合格 |
| 2013年 09月05日 | 岡田結実         | AKB48「恋するフォーチュンクッキー」        | 失格 |
| 2013年 09月05日 | 黒澤美澪奈       | 天野春子（小泉今日子）「潮騒のメモリー」   | 失格 |
| 2014年 01月09日 | 山田陶子         | 高橋洋子「残酷な天使のテーゼ」             | 合格 |
| 2014年 01月09日 | 児嶋一哉、鈴木拓 | ゆず「栄光の架橋」                         | 失格 |
| 2014年 01月09日 | 中里萌           | きゃりーぱみゅぱみゅ「にんじゃりばんばん」 | 失格 |

## ゴールデンボンバーvs大!天
2013年11月14日放送。ゴールデンボンバーをゲストに迎えた特別企画。

### オープニング
ゴールデンボンバー「女々しくて」ライブ。てれび戦士と司会者が一緒にダンス。

### 仁義なき3番勝負
第1バトル むちゃぶり日本 やばイイヨ!
- 司会：古坂大魔王

| 戦 | お題                             | 挑戦者         | ヤバイイ |
| -- | -------------------------------- | -------------- | -------- |
| 1  | 難しい言葉をかわいく言って       | ソーズビー航洋 | 0953855  |
| 1  | 初めて地球に来た火星人をやって   | 喜矢武豊       | 1011694  |
| 2  | イケメンに告白された時の顔をして | 岡田結実       | 0868177  |
| 2  | じゃがいもをほめて               | 歌広場淳       | 1159903  |
| 3  | セクシーな宇宙人のものまねをして | 鈴木あきえ     | 0927306  |
| 3  | パソコンの鳴き声をを教えて       | 鬼龍院翔       | 1074403  |
ゴールデンボンバーの勝利
第2バトル チャン錦ちゃんと相撲対決
- 司会：長谷川ニイナ
- 行司：古坂大魔王

対戦相手「樽美酒研二」のハンデを視聴者投票
| 色 | ハンデキャップ    | 票数    |
| -- | ----------------- | ------- |
| 青 | 変身!相撲レスラー | 1277629 |
| 赤 | 出川ちゃんだっこ  | 1031742 |
「変身!相撲レスラー」のハンデで取組
| 東         | 東 | 西 | 西             |
| ---------- | -- | -- | -------------- |
| 樽美酒研二 | ○  | ●  | チャン錦ちゃん |
ゴールデンボンバーの勝利
第3バトル 仁義なきボス対決
- 司会：古坂大魔王

鬼龍院翔と出川特命P、どちらが勝っているかをテーマごとに対決。判定は視聴者投票。
| テーマ                | 鬼龍院翔 | 出川哲朗 |
| --------------------- | -------- | -------- |
| 絵がうまいのはどっち? | 3049710  | 1385823  |
| 度胸があるのはどっち? | 2485500  | 1431016  |
ゴールデンボンバーの勝利
3番勝負 最終結果
「3 - 0」でゴールデンボンバーの勝利

### ゴールデンボンバーライブ!
曲は「Dance My Generation」。
やってほしいライブパフォーマンスを視聴者投票。曲の終盤に「ゴールデン大回転」のパフォーマンスを披露。
| 色 | パフォーマンス   | 票数    |
| -- | ---------------- | ------- |
| 青 | ゴールデン大回転 | 1783726 |
| 赤 | 大爆笑ボンバー   | 1037371 |

## ふなっしー&船えもん 仁義なき3番勝負
2013年11月28日放送。「仁義なき3番勝負」第2弾。
大天才テレビジョン「チャン錦ちゃん」「あるあるレッド」 vs 千葉県船橋市「ふなっしー」「船えもん」のキャラクター3番勝負。
第1バトル 人気者対決
好きなキャラクターを視聴者投票。
| 色 | キャラクター   | 票数  |
| -- | -------------- | ----- |
| 青 | チャン錦ちゃん | 02791 |
| 赤 | あるあるレッド | 06093 |
| 緑 | 船えもん       | 02474 |
| 黄 | ふなっしー     | 39605 |
チーム船橋の勝利
第2バトル 大縄跳び対決
大縄跳び対決。回し手は岡田結実とソーズビー航洋。
| 順   | 組   | 回数 |
| ---- | ---- | ---- |
| 先攻 | 大天 | 14回 |
| 後攻 | 船橋 | 07回 |
チーム大天才テレビジョンの勝利
第3バトル 相撲対決
| 東             | 東 | 西 | 西         |
| -------------- | -- | -- | ---------- |
| チャン錦ちゃん | ○  | ●  | ふなっしー |
| 出川哲朗       | ○  | ●  | ふなっしー |
チーム大天才テレビジョンの勝利
3番勝負 最終結果
「2 - 1」でチーム大天才テレビジョンの勝利
関連企画
- 映像探偵 連打でピント ふなっしースペシャル
- ふなっしー軍団vsでがっしー軍団 スーパーご当地キャラ大戦

## ふなっしー軍団vsでがっしー軍団 スーパーご当地キャラ大戦
2014年1月23日放送。「仁義なき3番勝負」第3弾。
出演者
- 司会
  - 鈴木あきえ
  - 長谷川ニイナ
- 実況
  - 辻よしなり
- ふなっしー軍団
  - ふなっしー（千葉県船橋市）
  - お城ロボ（岐阜県岐阜市金華山）
  - ちっちゃいおっさん（兵庫県尼崎市）
  - オカザえもん（愛知県岡崎市）
  - どーもくん（NHK 日本放送協会）
- でがっしー軍団
  - でがっしー（出川哲朗）
  - チャン錦ちゃん（チャンカワイ）
  - あるあるレッド
  - シマダえもん（島田太一）
  - 延命ロボ（延命杏咲実）
  - ちっちゃいおばはん（中尾美晴）
  - かねかねブルー（金子隼也）
  - のだのだグリーン（野田真哉）

第1バトル 大!相撲対決
| 対戦   | ふなっしー軍団 | ふなっしー軍団 | でがっしー軍団 | でがっしー軍団 |
| ------ | -------------- | -------------- | -------------- | -------------- |
| 先鋒戦 | どーもくん     | ●              | ○              | チャン錦ちゃん |
| 次鋒戦 | オカザえもん   | ●              | ○              | シマダえもん   |
| 大将戦 | ふなっしー     | ●              | ○              | でがっしー     |
でがっしー軍団が3ポイント獲得
第2バトル イス取りゲーム
- ふなっしー軍団
ふなっしー、お城ロボ、ちっちゃいおっさん、オカザえもん、どーもくん
- でがっしー軍団
でがっしー、延命ロボ、ちっちゃいおばはん、かねかねブルー、のだのだグリーン
- 1回戦 10→7
脱落者：お城ロボ、オカザえもん、でがっしー
- 2回戦 7→3
脱落者：ちっちゃいおっさん、どーもくん、延命ロボ、ちっちゃいおばはん
- 決勝戦 3→1
優勝者：かねかねブルー
脱落者：ふなっしー、のだのだグリーン

でがっしー軍団が3ポイント獲得
あるある川隊 ゴーセブンゴー
特別編「キャラクターならではのあるある川柳」
| 投稿者             | あるある川柳                         | ポイント | 新ワザ                             |
| ------------------ | ------------------------------------ | -------- | ---------------------------------- |
| ちっちゃいおっさん | 薄着でも ホンマはめっちゃ 暑いねん   | 0897500  | 失敗                               |
| ふなっしー         | 子どもたち 笑いながらの グーパンチ   | 1137290  | あるある中の人は暴かないでねキック |
| チャン錦ちゃん     | 勝ったのに 客に言われた 「空気よめ」 | 0780613  | 失敗                               |
第3バトル PK対決
| 攻撃           | キッカー       | キッカー | ゴールキーパー |
| -------------- | -------------- | -------- | -------------- |
| でがっしー軍団 | かねかねブルー | ○        | お城ロボ       |
| ふなっしー軍団 | ふなっしー     | ×        | チャン錦ちゃん |
でがっしー軍団が10ポイント獲得
3番勝負 最終結果
- ふなっしー軍団 00ポイント
- でがっしー軍団 16ポイント

でがっしー軍団の勝利

## 大!MTKスペシャル
年1回放送。2011年度と2012年度は「MTKスペシャル」、2013年度は「大!MTKスペシャル」。
番組のオープニングテーマおよび「MTK ミュージックてれびくん」の楽曲を生放送ライブ。2013年度は「大!木曜LIVE」最終回のため番組エンディングテーマも歌唱した。

### 2011年度 2011年12月8日
ライブの合間に「歳末大売り出しアバター総研ランキング祭」が放送されるが、歌唱中の企画はなし。
歌
- 大!天才てれびくんのテーマ
歌：Boogie the マッハモータース
- カラフル!
歌：鎮西寿々歌
- Start line
歌：木島杏奈、ファデン咲美亜
- ロケット・モグラーに乗って
歌：矢部昌暉、木島杏奈、浅賀玲音、長江崚行、寺田朱里、ファデン咲美亜、椋木マルティン、岡田結実
- 英雄キッド
歌：矢部昌暉、木島杏奈、寺田朱里、椋木マルティン
- こんなもんじゃないブルース
歌：勝隆一、島田太一
- 風の自転車
歌：浅賀玲音
- 優しい武器
歌：長江崚行
- 大!天才てれびくんのテーマ フルver.
歌：Boogie the マッハモータース

### 2012年度 2012年12月6日
歌唱中にデータ放送を使ったクイズ。
大!天才てれびくんのテーマ2012
- 歌・演奏：Omodaka

タッチパネル式シンセサイザーを解説
ギャラクシー刑事
- 歌：鈴木あきえ、延命杏咲実

| 歌詞の中で何回Heyと言った? | 歌詞の中で何回Heyと言った? | 歌詞の中で何回Heyと言った? | 歌詞の中で何回Heyと言った? |
| 赤                         | 青                         | 緑                         | 黄                         |
| -------------------------- | -------------------------- | -------------------------- | -------------------------- |
| 21回                       | 23回                       | 24回                       | 27回                       |
|                            |                            | 正解                       |                            |
世界のからくりと僕のゆびさき
- 歌：浅賀玲音

| チャンカワイは曲終わりまでに何m走れる? | チャンカワイは曲終わりまでに何m走れる? | チャンカワイは曲終わりまでに何m走れる? | チャンカワイは曲終わりまでに何m走れる? |
| 赤                                     | 青                                     | 緑                                     | 黄                                     |
| -------------------------------------- | -------------------------------------- | -------------------------------------- | -------------------------------------- |
| 100m未満                               | 100m台                                 | 200m台                                 | 300m以上                               |
|                                        |                                        | 正解                                   |                                        |
公共電波にのっかって
- 歌：てれびちゃん

東京都渋谷区のライブハウス「CLUB CRAWL」から中継（収録）
街は冬に踊る
- 歌：鎮西寿々歌、長谷川ニイナ、ソーズビー航洋

| ケーキではなく豆腐を食べているのは誰? | ケーキではなく豆腐を食べているのは誰? | ケーキではなく豆腐を食べているのは誰? |
| 赤                                    | 青                                    | 緑                                    |
| ------------------------------------- | ------------------------------------- | ------------------------------------- |
| 陶子さん                              | 島田                                  | 黒澤                                  |
|                                       |                                       | 正解                                  |
MTKスペシャルメドレー
- ハイフライングガール
歌：岡田結実
- 冒険少年R
歌：長江崚行
- パタタピテ ポタツピテ
歌：ソーズビー航洋、金子隼也、竹原司、長江崚行、黒澤美澪奈、山田陶子、鎮西寿々歌、寺田朱里
- 僕んとこ来いブルース
歌：島田太一、竹原司

| 種が入っている植木鉢はどれ? | 種が入っている植木鉢はどれ? | 種が入っている植木鉢はどれ? | 種が入っている植木鉢はどれ? |
| 赤                          | 青                          | 緑                          | 黄                          |
| --------------------------- | --------------------------- | --------------------------- | --------------------------- |
|                             |                             | 正解                        |                             |
大!喜利
季節はずれの時期にやってきたサンタクロース。その理由は?
大!天才てれびくんのテーマ2012 MTKスペシャルバージョン
- 歌・演奏：Omodaka
- 歌：てれび戦士2013、出川哲朗、鈴木あきえ、チャンカワイ

### 2013年度 2014年2月27日
「大!木曜LIVE」最終回。歌唱中にパフォーマンスと連打タイム、目指せ1000万ヤバイイ。
世界はBON HI-BON!〜大!天才てれびくんのテーマ2013
- パフォーマンス：オープニングで生ダンス

Jump'n'Jive 踊れ!
- 歌：ソーズビー航洋、野田真哉、竹原司、相澤侑我
- パフォーマンス：トランポリンでジャンプ

マジックアワー
- 歌：長谷川ニイナ、中里萌、黒澤美澪奈、中尾美晴
- パフォーマンス：マジック

クール・ジャパンでエエじゃないか!
- 歌：相澤侑我
- パフォーマンス：チャン錦ちゃんvs出川哲朗 相撲対決

| 東             | 東 | 西 | 西       |
| -------------- | -- | -- | -------- |
| チャン錦ちゃん | ●  | ○  | 出川哲朗 |
アバタイセン 第10戦
ダークマター
- 歌：鈴木あきえ、延命杏咲実
- 連打タイム：決定ボタンを連打してダークマターズを消せ

背中で美学
- 歌：出川哲朗
- 連打タイム：決定ボタンを連打して風を強くしろ

古坂大魔王DJ
- パフォーマンス：ダンスバトル
- MTK
  - WARU WARU WORLDS ψ(｀∇´)ψ!
歌：竹原司、金子隼也、岡田結実、古坂大魔王
  - 奇跡の子
歌：金子隼也、長谷川ニイナ、島田太一、野田真哉、岡田結実、中里萌、黒澤美澪奈、相澤侑我
  - Wonderful Charm
歌：長谷川ニイナ
  - ゆーやけあきいろ
歌：島田太一

あるある川隊 ゴーセブンゴー
特別編「出川あるある川柳」
| あるある川柳                     | ポイント | 新ワザ |
| -------------------------------- | -------- | ------ |
| 出川P 大事なところで いつもかむ  | 0784742  | 失敗   |
| 放送中 トラブル発生 歯が抜ける   | 0669097  | 失敗   |
| リアクション 絶対絶対 おおげさだ | 0906435  | 失敗   |
告白
- 歌：てれび戦士2013

宝のアリカはQuestion
- 歌：てれび戦士2013

総ヤバイイ数 発表
13186241ヤバイイ